# Pompeo Batoni

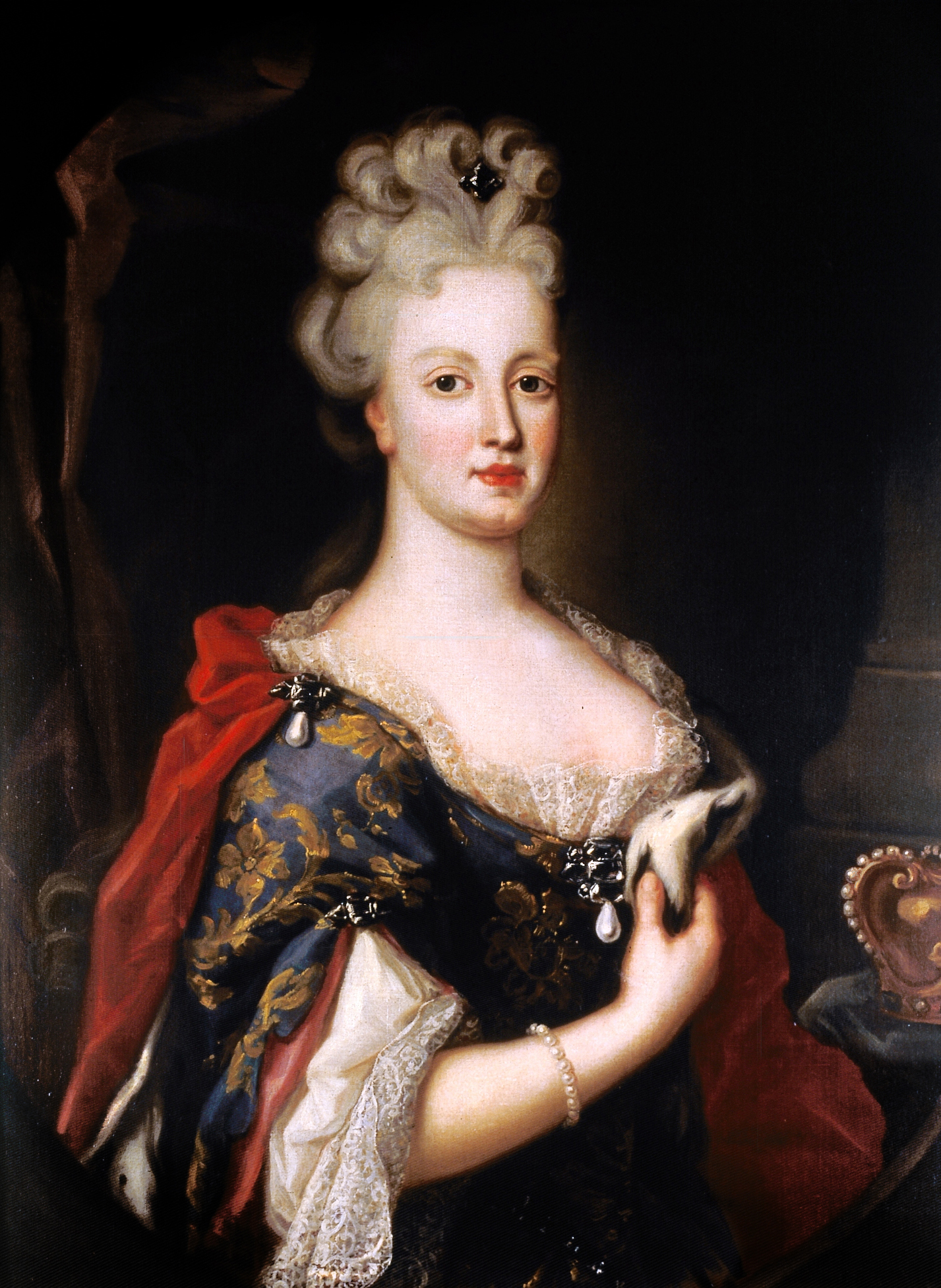
Portrét Marie Anny Josefy Habsburské, královny portugalské

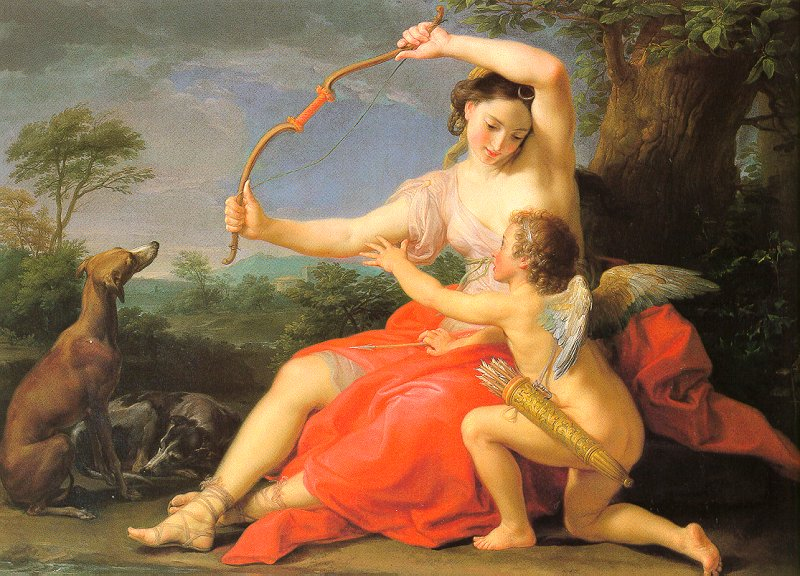
Diana a Kupido, 1761, olej na plátně, Metropolitní muzeum umění, New York

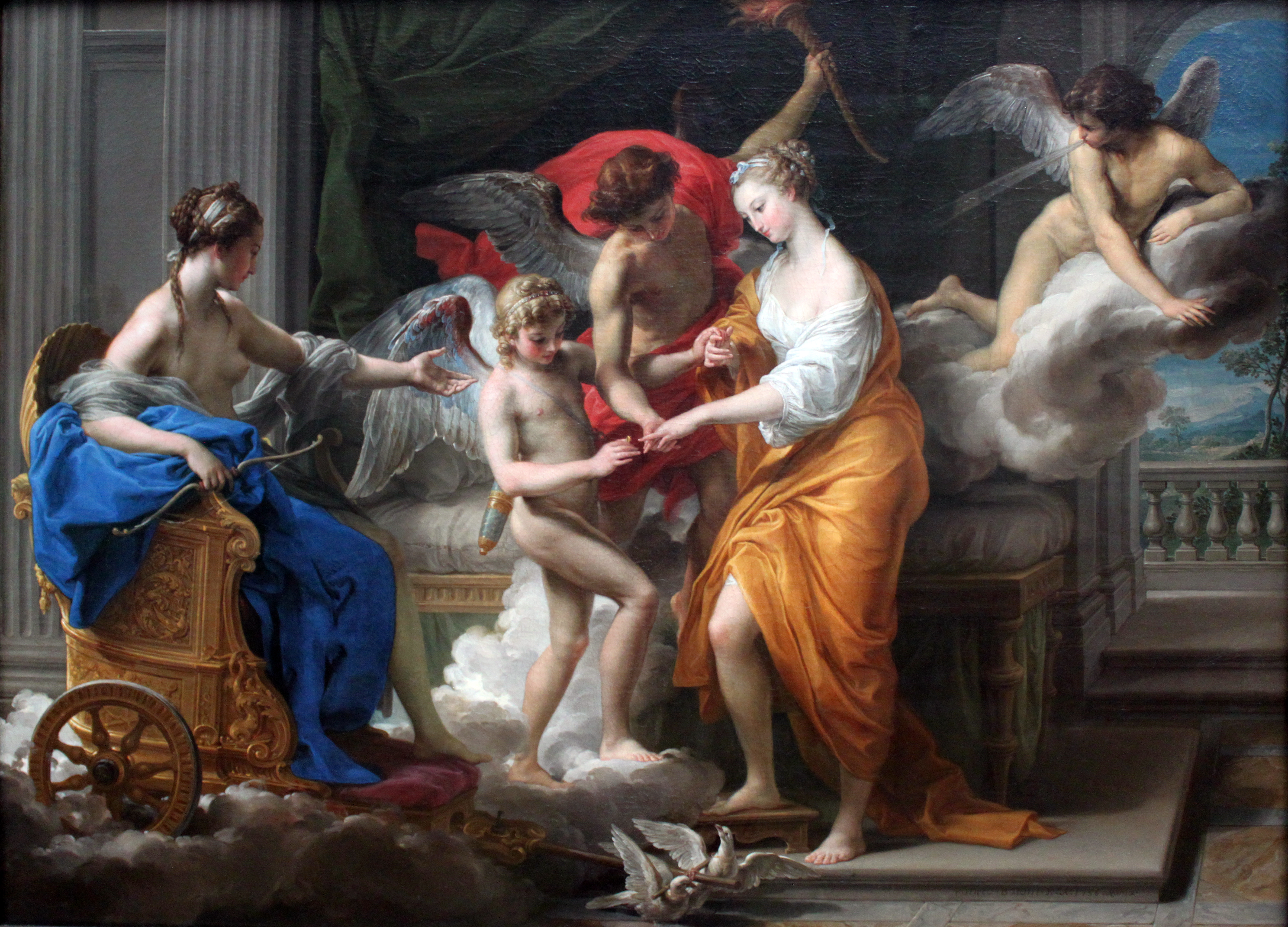
Sňatek Kupida a Psyché

Pompeo Girolamo Batoni (25. ledna 1708 Lucca – 4. února 1787 Řím) byl italský malíř, který ve svých portrétních dílech a ve svých četných alegorických a mytologických obrazech vykazoval solidní technické znalosti.

## Životopis
Pompeo Batoni se narodil v italském městě Lucca jako syn zlatníka Paolino Batoni. V roce 1727 odešel do Říma a stal se žákem Agostina Masucciho, Sebastiana Concy a/nebo Francesca Ferdinandiho. Batoni vděčí za svou první samostatnou zakázku deštivému počasí, které zasáhlo Řím v dubnu roku 1732. Při hledání úkrytu před náhlou bouří se hrabě Forte Gabrielli di Gubbio ukryl pod portikem Palazzo dei Conservatori na Kapitolu. Zde se šlechtic setkal s mladým umělcem, který kreslil starověké reliéfy a obrazy palácového schodiště. Gabrielli ohromený jeho dovedností a čistotou designu požádal Batoniho, aby mu ukázal některá svá díla, a když byl uveden do malířova studia, byl tak nadšený jeho talentem, že mu nabídl zakázku na nový oltářní obraz v rodinné kapli v kostele sv. Řehoře Velikého na Celiu. Obraz Madona na trůnu s dítětem a čtyřmi světci a blahoslavenými z rodu Gabrielli pochází z let 1732–33, jeho druhá verze z roku 1736 je nyní v majetku Gallerie dell'Accademia v Benátkách. Obraz si získal všeobecný obdiv a počátkem roku 1740 začal Batoni dostávat další zakázky. Jeho slavný obraz Extáze svaté Kateřiny ze Sieny z roku 1743 ilustruje jeho umělecké zdokonalování pozdě barokního stylu. Dalším mistrovským dílem je Pád Šimona kouzelníka, který byl původně určen pro vatikánskou baziliku Sv. Petra. Batoni se stal vysoce módním malířem v Římě, zejména po odchodu jeho velkého rivala neoklasicisty Antona Raphaela Mengse do Španělska v roce 1761. V roce 1741 se stal členem Cechu svatého Lukáše.
Stal se velmi populárním také u anglických mladíků cestujících přes Řím na jejich Grand Tour, kavalírské cestě. S potěšením se nechávali portrétovat v prostředí starověkých ruin a před uměleckými díly. Existují záznamy o více než 200 portrétech Batoniho při příležitosti návštěvy britských patronů. Tyto „Grand Tour“ portréty Batoniho se rozšířily v britských soukromých sbírkách, čímž byla zajištěna popularita žánru ve Spojeném království, kde se Sir Joshua Reynold stal jeho hlavním propagátorem. V roce 1760 si malíř Benjamin West při návštěvě Říma stěžoval, že italští umělci „nemluvili o ničem jiném, nedívali se na nic jiného než na díla Pompea Batoniho“. V roce 1769 získal zakázku na dvojportrét císaře Josefa II. a jeho bratra Pietra Leopolda I. (tehdy velkovévody Toskánského, později císaře Svaté říše římské Leopolda II.). Touto zakázkou si zajistil oblibu u rakouské šlechty. Maloval také papeže Klementa XIII. a papeže Pia VI. Je také možné, že maloval části krajin pro Hendrika Franse van Linta. Podle některých, ještě než v roce 1787 zemřel v Římě, odkázal svou paletu a štětce Jacques-Louis Davidovi, ke kterému choval velký obdiv pro jeho obraz Přísaha Horatiů.
Od roku 1759 bydlel Batoni ve velkém domě na Via Bocca di Leone v Římě, kde měl ateliér, výstavní místnosti a akademii kreslení. Byl ženatý dvakrát, v roce 1729 se oženil s Caterinou Setti (zemřela roku 1742) a v roce 1747 si vzal Luciu Fattori s níž měl dvanáct dětí; tři z jeho synů pracovali v jeho ateliéru. Jeho pozdní roky byly poznamenány zhoršujícím se zdravím; zemřel v Římě v roce 1787 ve věku 79 let a byl pohřben ve své farnosti v bazilice San Lorenzo in Lucina. Vykonavateli Batoniho poslední vůle byli kardinál Filippo Carandini a James Byrnes, skotský starožitník. Bohužel se ukázalo, že majetek je v insolvenci a jeho vdova musela požádat velkovévodu Toskánského, pozdějšího císaře Leopolda II., kterého Batoni namaloval v roce 1769, o finanční pomoc, za niž nabízela vyměnit nedokončený autoportrét jejího manžela (dnes v galerii Uffizi ve Florencii).

## Kariéra
Velký počet zahraničních návštěvníků, kteří cestovali po Itálii a zastavili se v Římě na své „Grand Tour“ (kavalírské cestě), přiměl umělce, aby se specializoval na portréty. Batoni získal mezinárodní slávu hlavně díky svým zákazníkům, převážně Britům vznešeného původu, které maloval s italskou krajinou v pozadí. Takové „Grand Tour“ portréty Batoniho se ocitly v britských soukromých sbírkách, čímž se zajistila popularita žánru ve Velké Británii. O jednu generaci později se Sir Joshua Reynolds ujal této tradice a stal se předním anglickým portrétním malířem. Ačkoli Batoni byl považován za nejlepšího italského malíře své doby, současné kroniky zmiňují jeho soupeření s malířem Antonem Raphaelem Mengsem.
Kromě uměnímilovné šlechty zobrazoval Batoni i panovníky Polska, Portugalska a Pruska, císaře Svaté říše římské Josefa II. a Leopolda II., (což mu vyneslo image malíře vznešené společnosti). Maloval papeže Benedikta XIV, Klementa XIII. a Pia VI, Charlese Theodore, bavorského kurfiřta, a mnoho dalších. Rovněž dostal mnoho zakázek na oltářní obrazy pro italské kostely (Řím, Brescia, Lucca, Parma atd.) a také na obrazy s mytologickými či alegorickými náměty.
Batoni se inspiroval a do své práce začlenil prvky klasického starověku, francouzského rokoka, boloňského klasicismu a stylu umělců jako byl Nicolas Poussin, Claude Lorrain a zejména Raffael Santi. Jako umělec je Pompeo Batoni považován za předchůdce neoklasicismu.
Batoni se stal vysoce módním malířem v Římě, zejména po odchodu jeho rivala neoklasicisty Antona Raphaela Mengse, který odešel v roce 1761 do Španělska. Batoni zaujal Johanna Joachima Winckelmanna, který stejně jako Batoni dával přednost klasicismu malířů z minulých století, jako byli Rafael a Poussin před prací tehdejších módních benátských malířů. V komentáři historici umění Boni a de Rossi napsali o Batonim a Mengsovi (dalším prominentním římském malíři druhé poloviny 18. stol), že „...Mengs byl více filosofem než malířem ... (Batoni) byl více malířem než filozofem.“ Velmi žádané byly portréty osob projíždějících Římem, kteří se s oblibou nechávali portrétovat uprostřed starověkých ruin či před uměleckými díly. Existují záznamy o více než 200 portrétech, které Batoni vytvořil během návštěvy britských patronů.

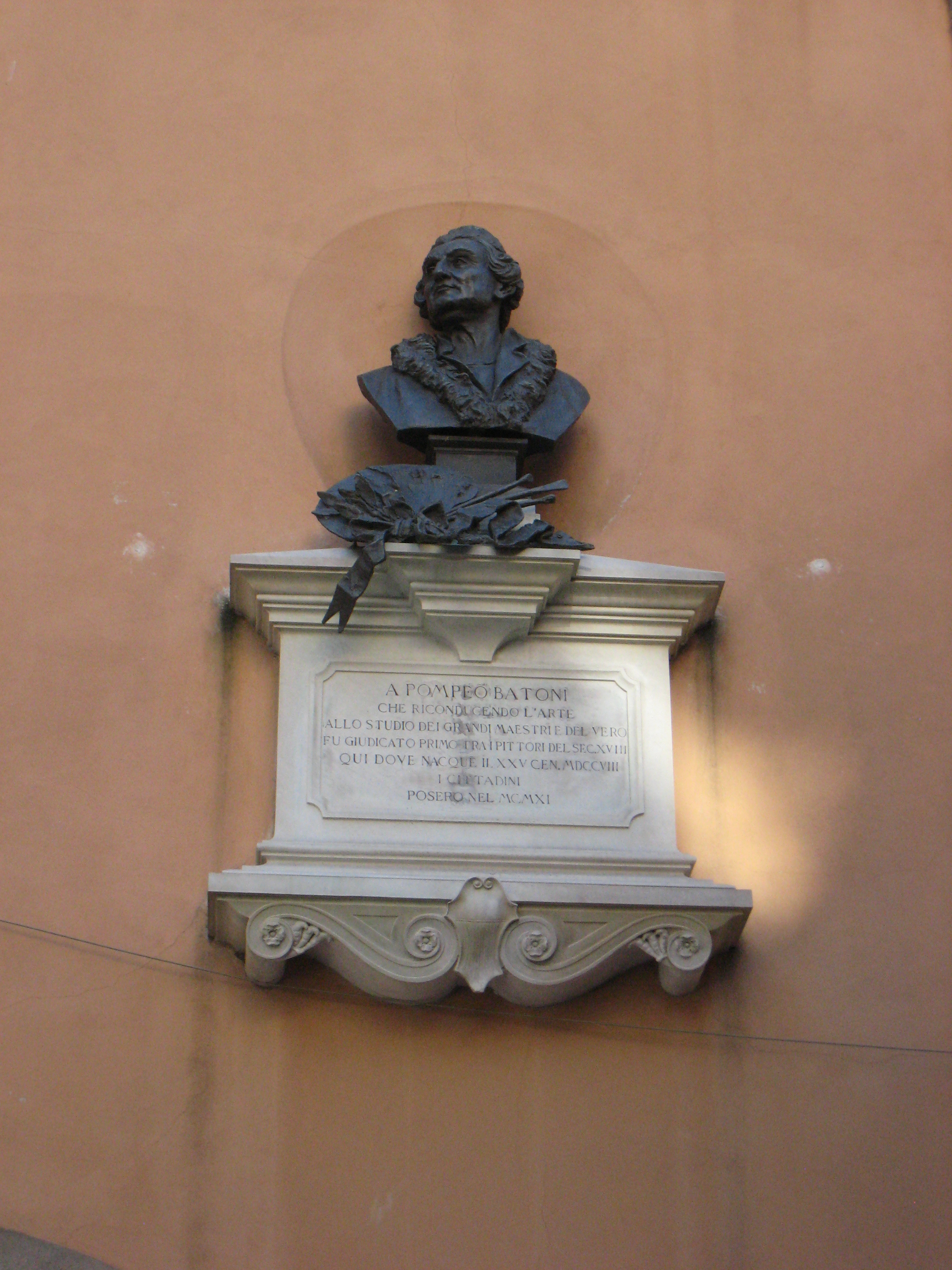
Kamenná busta na jeho rodném domě

## Kritika a výstavy
Pompeo Batoni patřil k nejslavnějším italským malířům své doby a mezi jeho patrony a sběratele patřili králové a šlechtici z celé Evropy. Jeho sláva a reputace v průběhu 19. století klesala, ve 20. století mu věnovali svou pozornost umělečtí kritici a znovu tak oživili jeho slávu. Byli mezi nimi například německý kritik Ernst Emmerling, Angličané John Steegman a Benedict Nicolson, italský kritik Belli Barsali nebo Američané Anthony M. Clark a Edgar Peters Bowron.
První výstava věnovaná Pompeo Batonimu se konala v jeho rodném městě Lucca v roce 1967, poté byly v roce 1982 uspořádány další dvě výstavy v Londýně a New Yorku, výstavu mu uspořádaly Museum of Fine Arts v Houstonu, Národní galerie v Londýně, a v letech 2007–2008 měl druhou výstavu ve vévodském paláci v rodné Lucce.

## Vliv
Jeho studio prý navštěvoval italský malíř Vincenzo Camuccini, také Angelo Banchero ze Sestri Ponente, Benigno Bossi z Arcisate, Paolo Girolamo Brusco z Janova, Antonio Cavallucci ze Sermonety, Marco Cavicchia z Arpina, Adamo Chiusole, Antonio Concioli z Pergoly, Domenico Corviice z Mantovy, Felice Giani ze San Sebastiano Curone, Gregorio Giusti z Pistoie. Mezi jeho žáky patřili Gaspare Landi z Piacenzy, Nicola Antonio Monti z Ascoli Piceno, Giuseppe Pirovani z Pavie, Pasquale Ciaramponi z Treie a Carlo Giuseppe Ratti ze Savony. Mezi jeho významné následovníky patří americký portrétista Henry Benbridge z Filadelfie, Maria Cosway z Florencie, Ivan Petrovič Martos, ukrajinský sochař a učitel umění z Poltavy, Johann Gottlieb Puhlmann ze Zieka a dánský sochař Johannes Wiedewelt z Kodaně.

### Portréty významných osobností

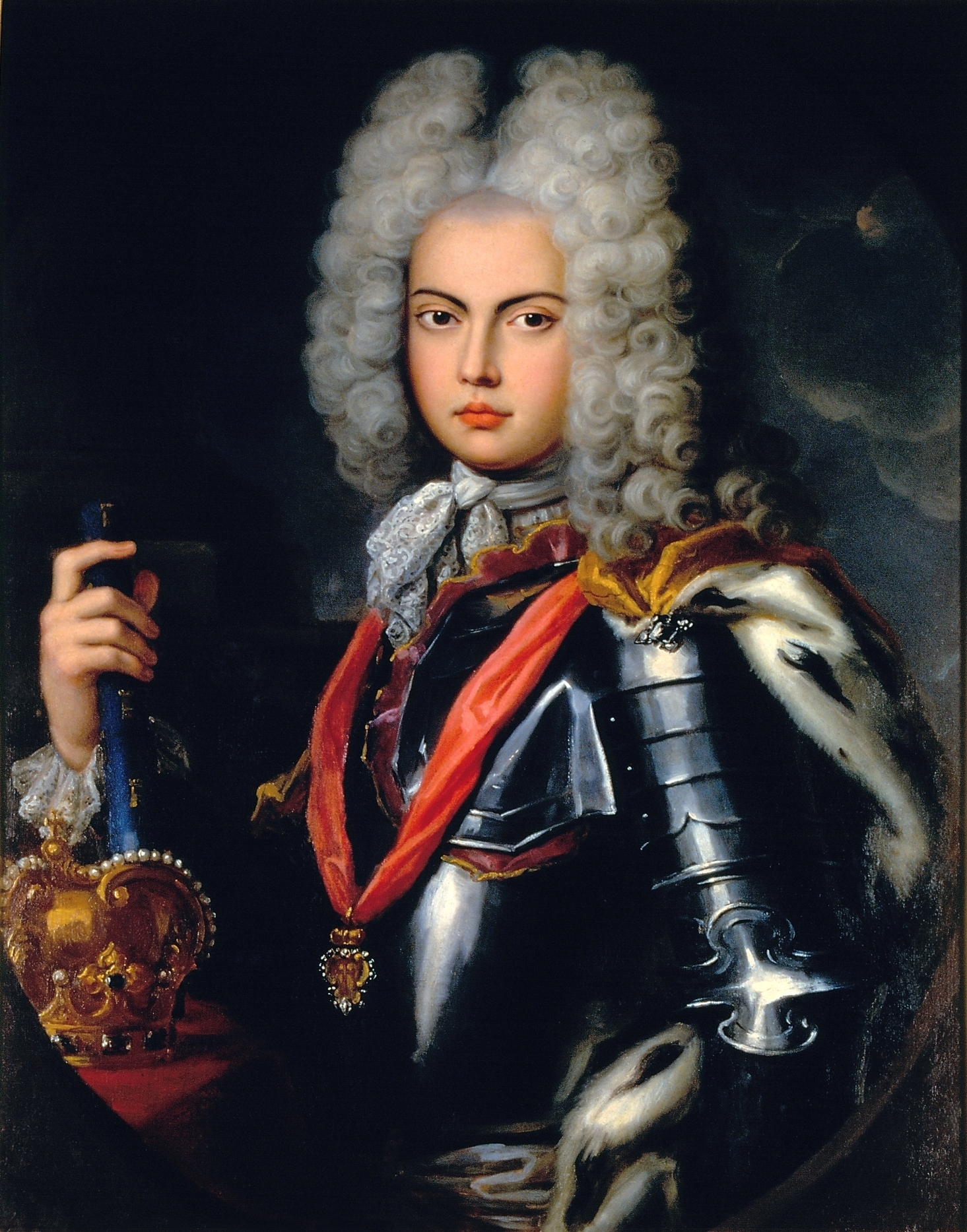
Portrét Jana V. krále portugalského
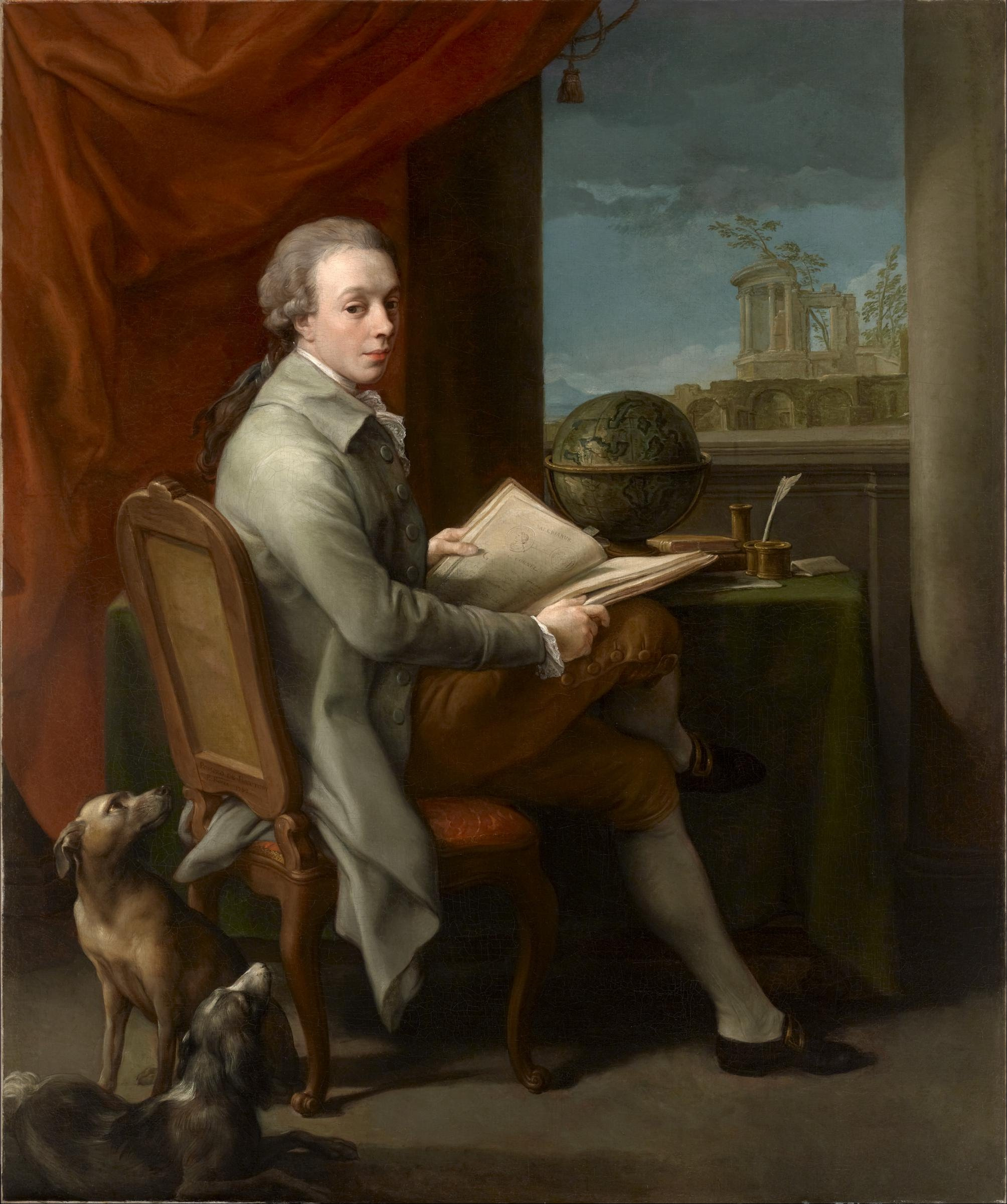
Irský peer Thomas Taylour, 1. markýz z Headfortu, 1782, Museum of Fine Arts, Houston
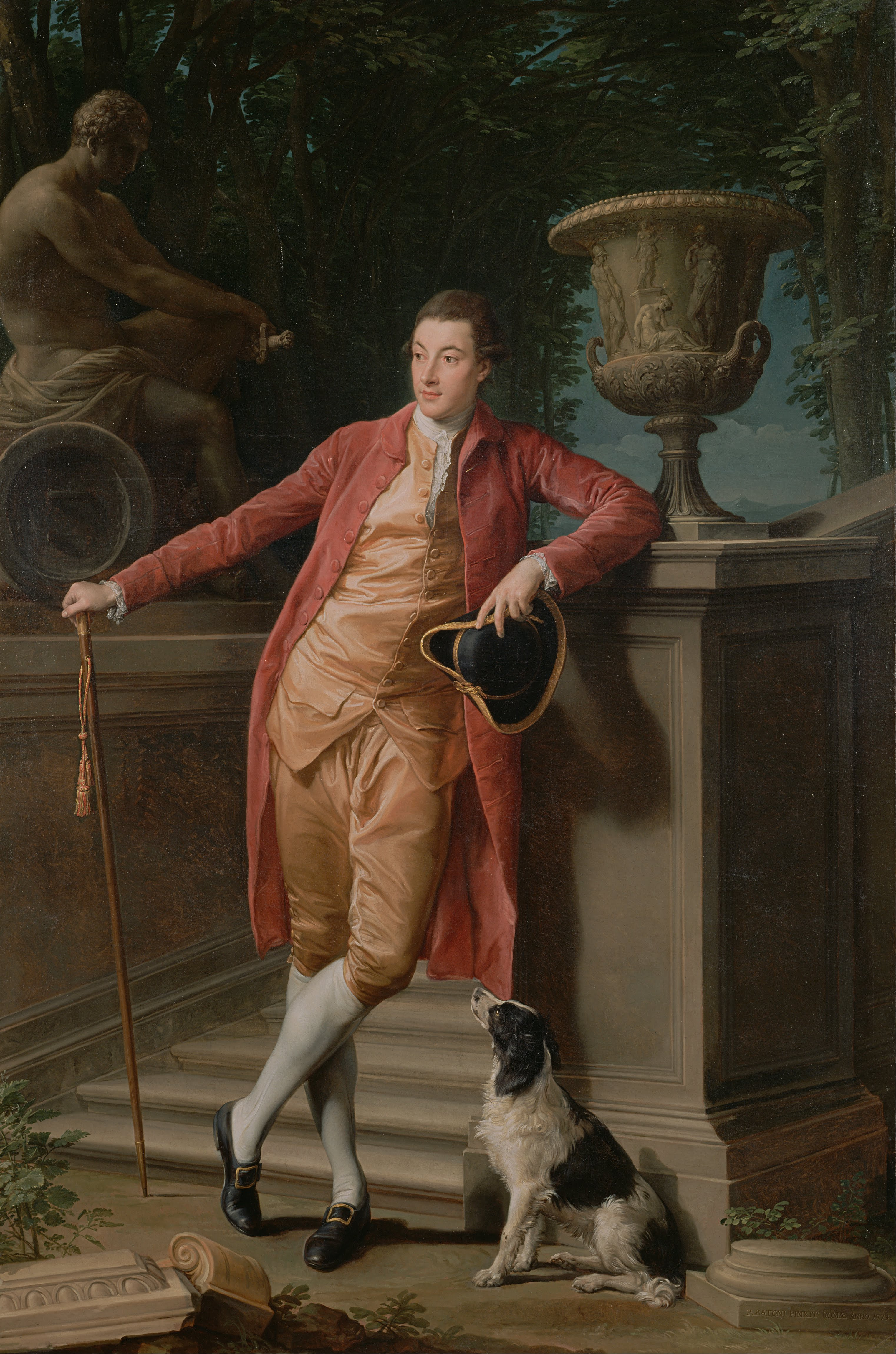
John Chetwynd-Talbot, pozdější John Talbot, 1. hrabě Talbot, 1773, J. Paul Getty Museum, Los Angeles
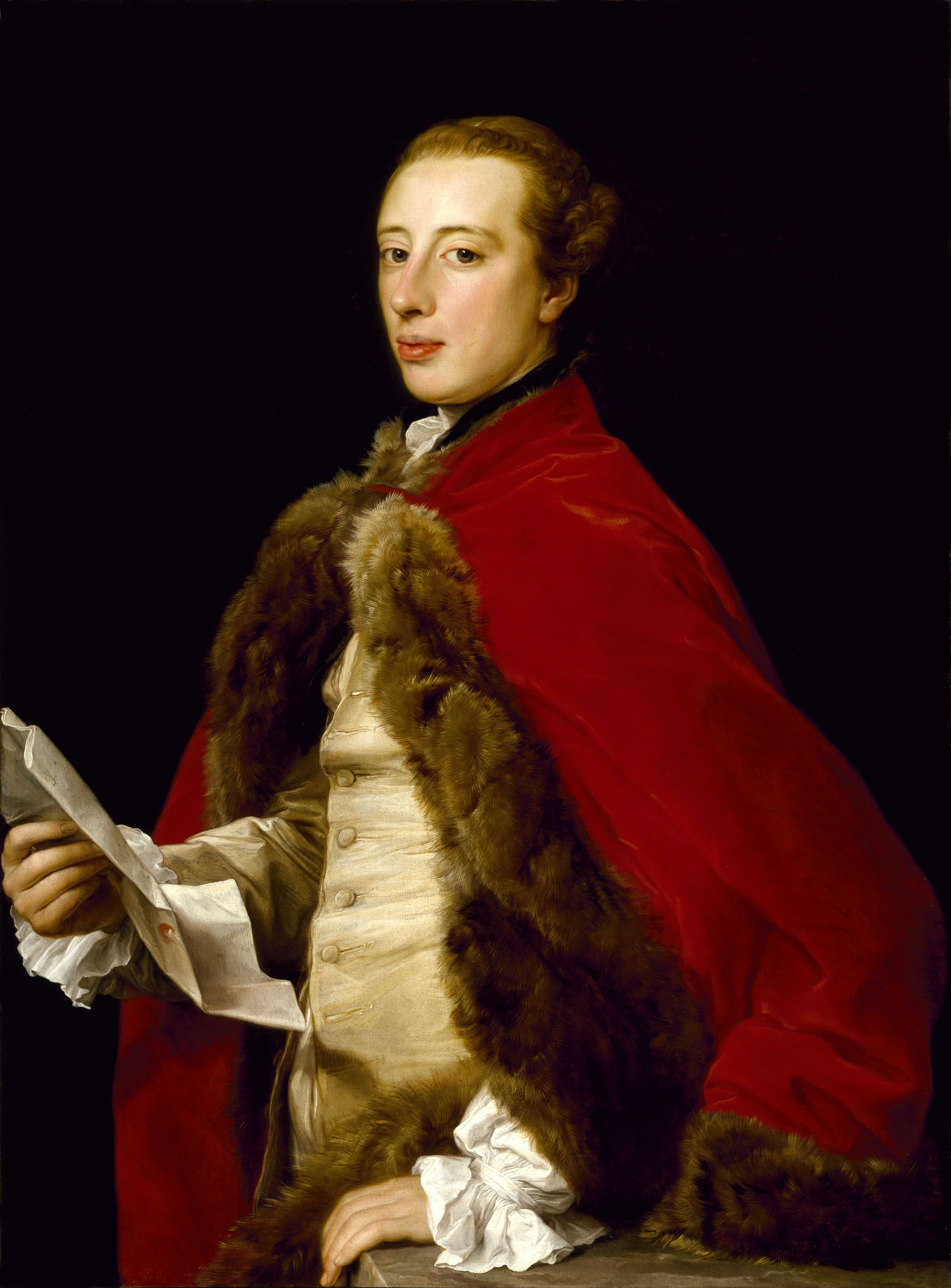
William Fermor, 1758, Museum of Fine Arts, Houston
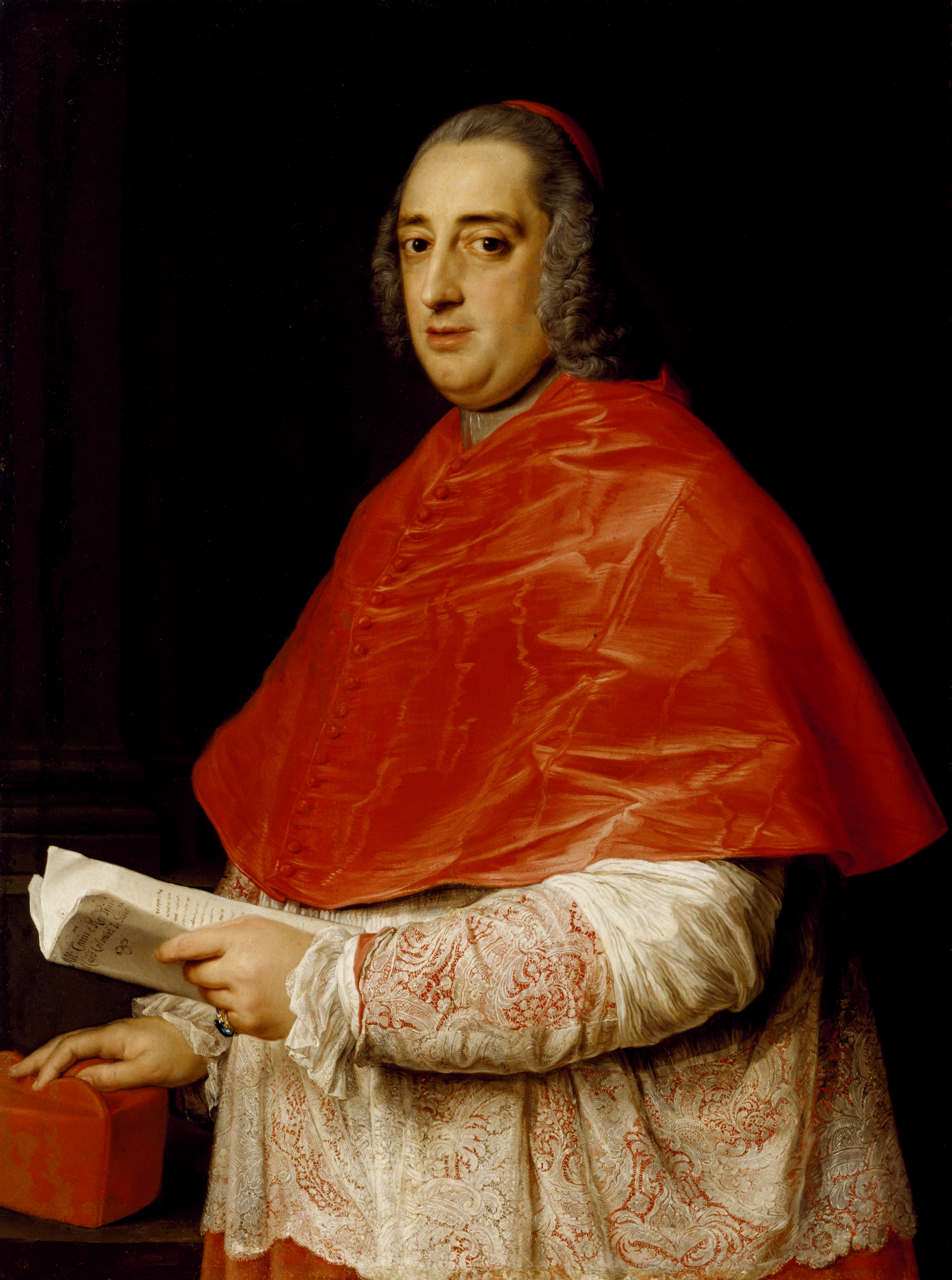
Kardinál Prospero Colonna di Sciarra, kolem 1750, Walters Art Museum, Baltimore
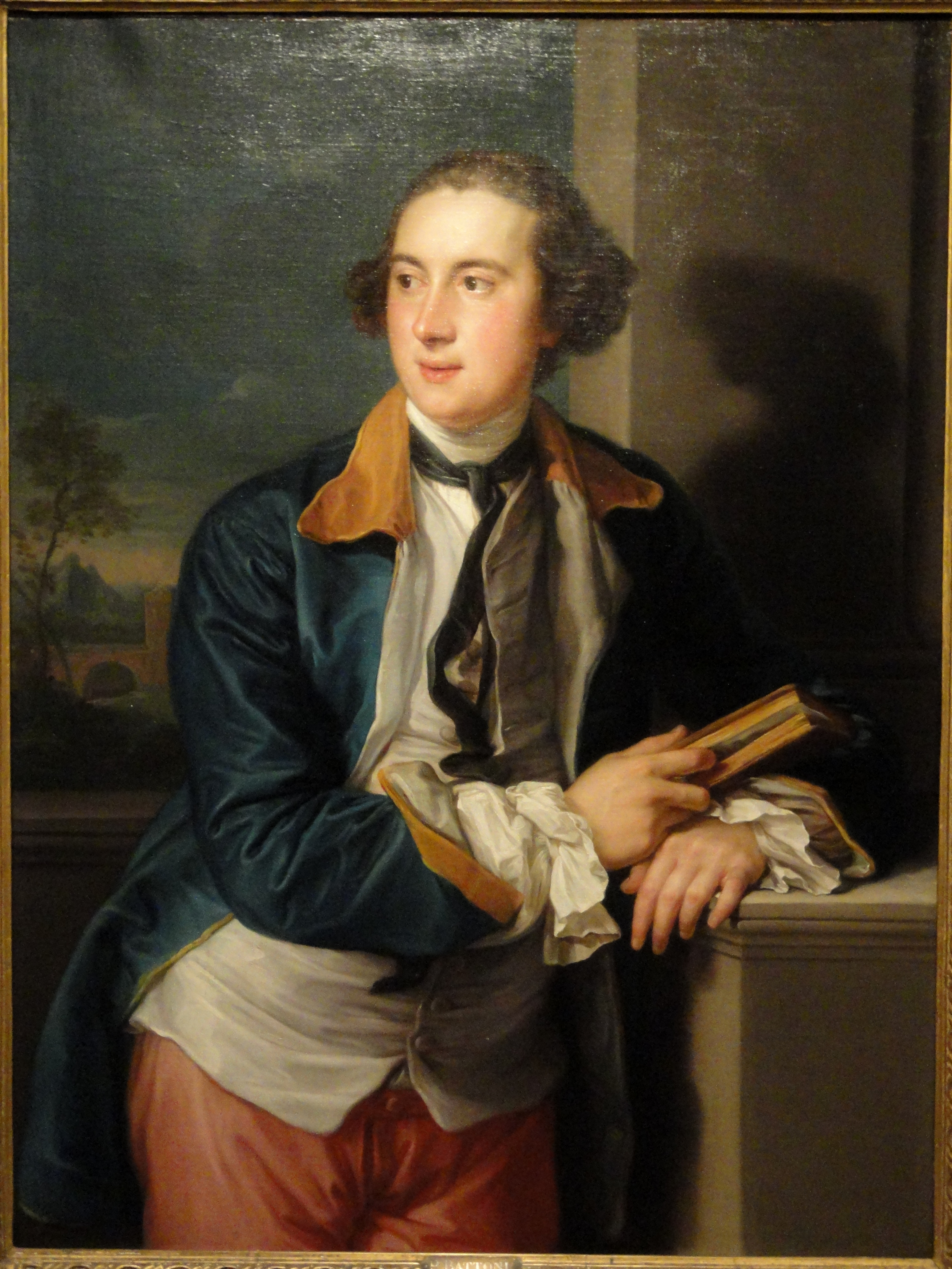
William Legge, 2. hrabě z Dartmouthu, 1752–56, Hood Museum of Art, Dartmouth College
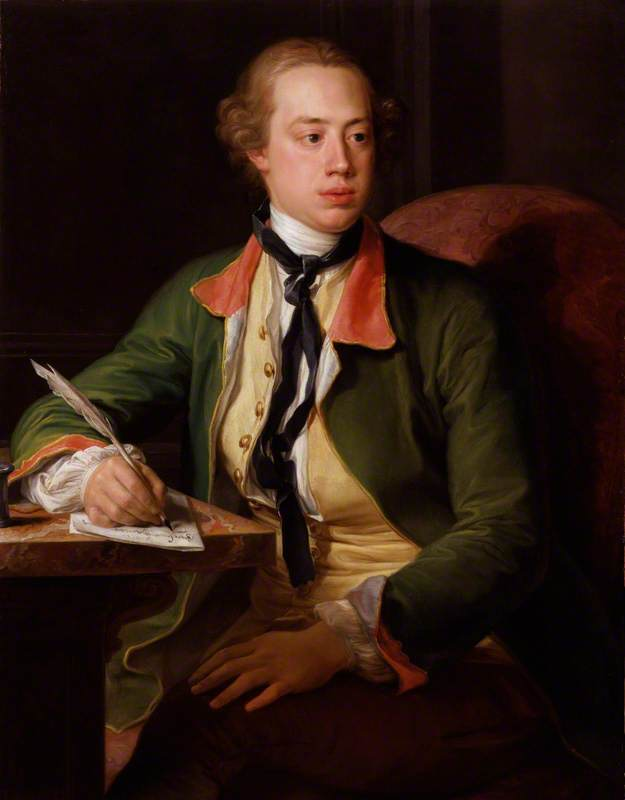
Frederick North, 2. hrabě z Northu, 1753, Národní portrétní galerie, Londýn
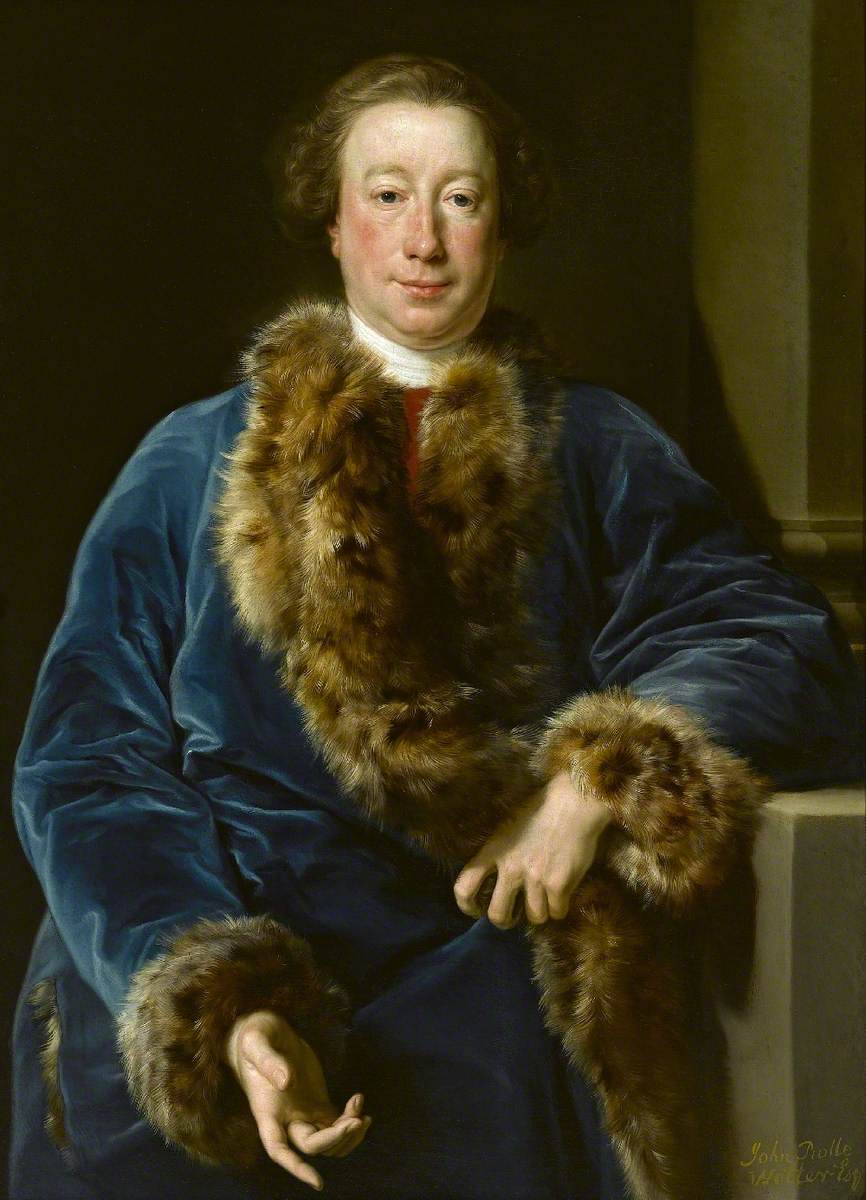
John Rolle Walter, člen angl. parlamentu, kolem 1753, Royal Albert Memorial Museum, Exeter
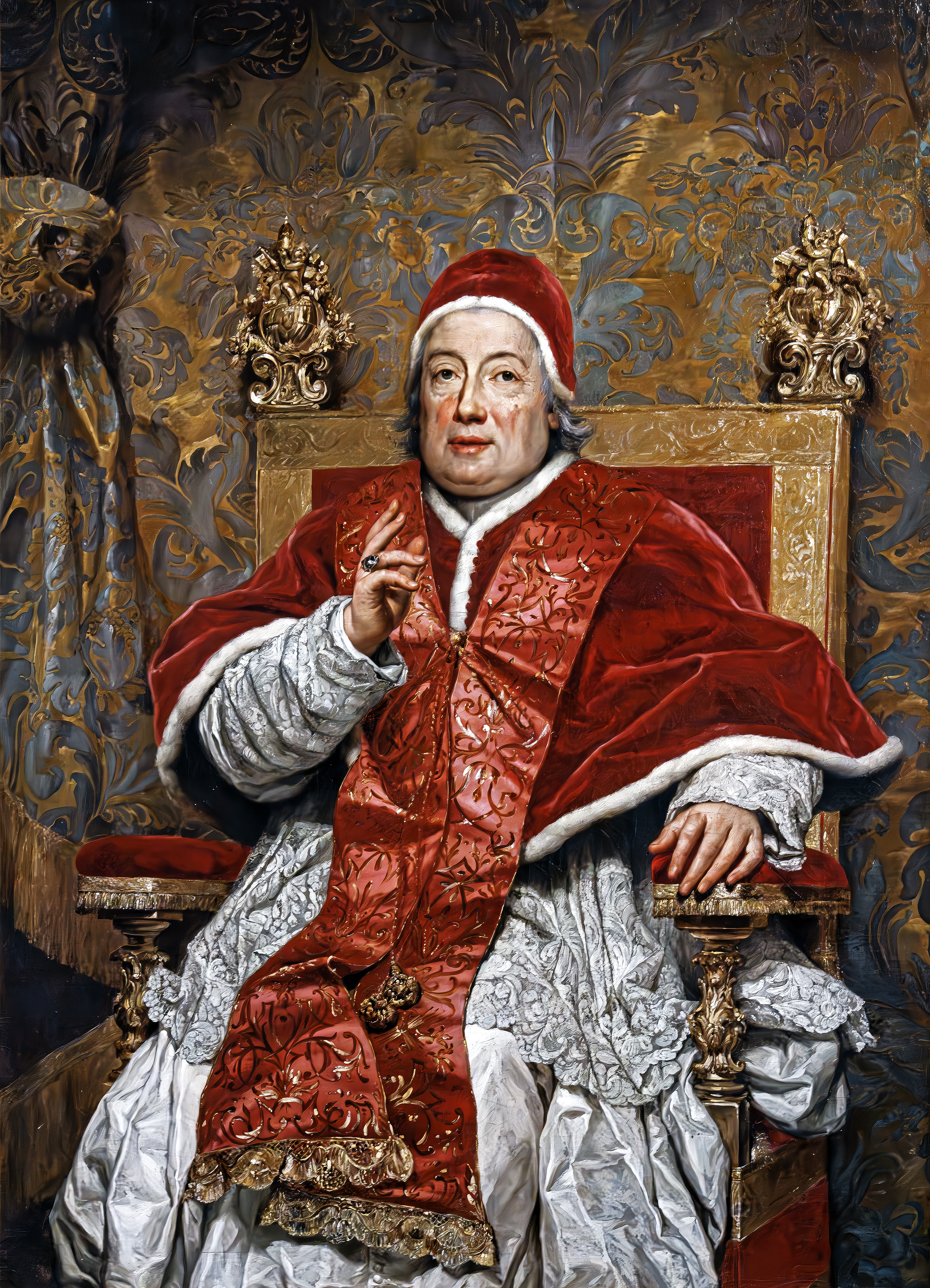
Papež Klement XIII., 1758, Museo Nazionale del Palazzo di Venezia, Benátky
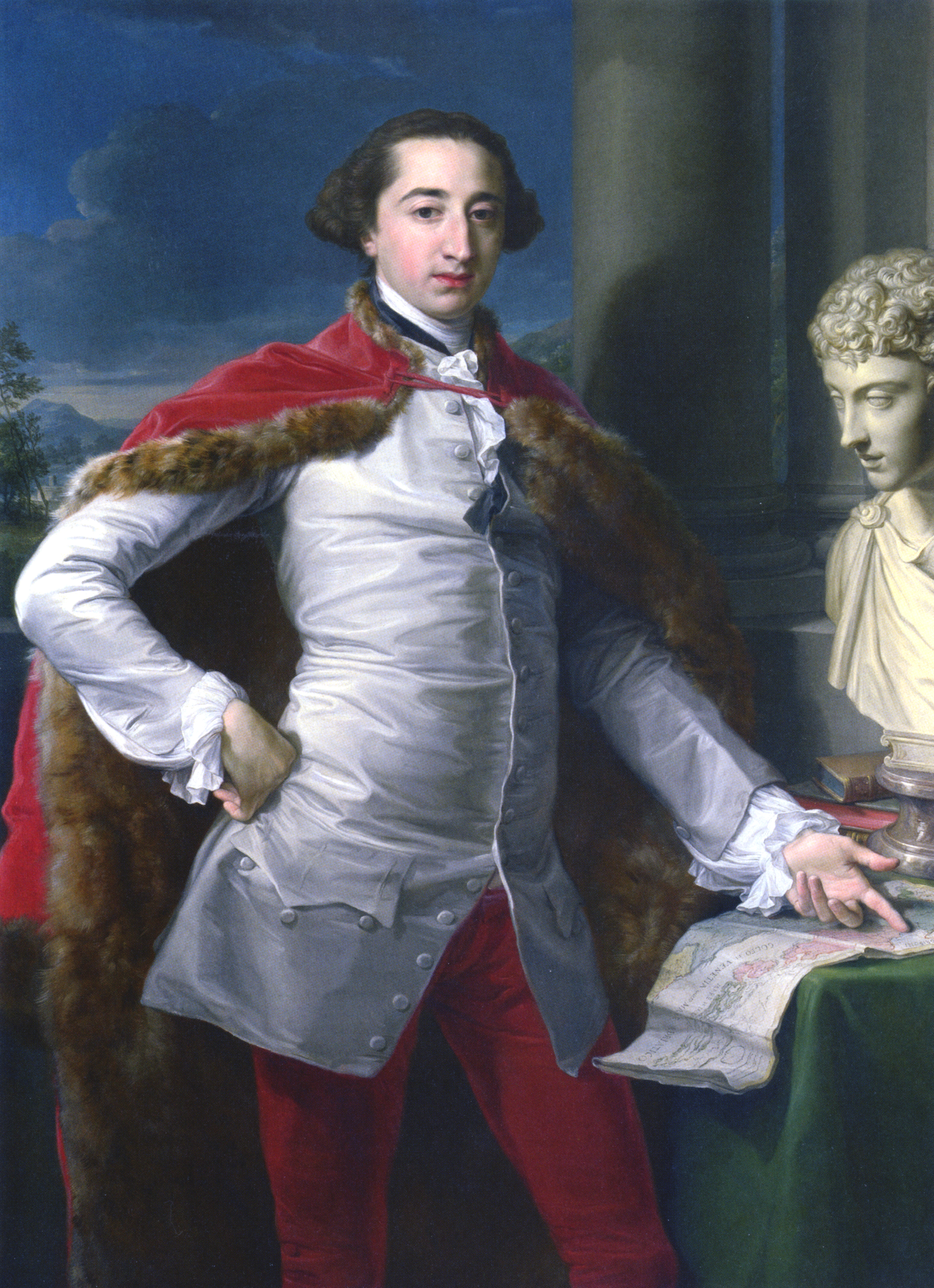
Angl. šlechtic Richard Milles na jeho Grand Tour, 1758, Národní galerie, Londýn
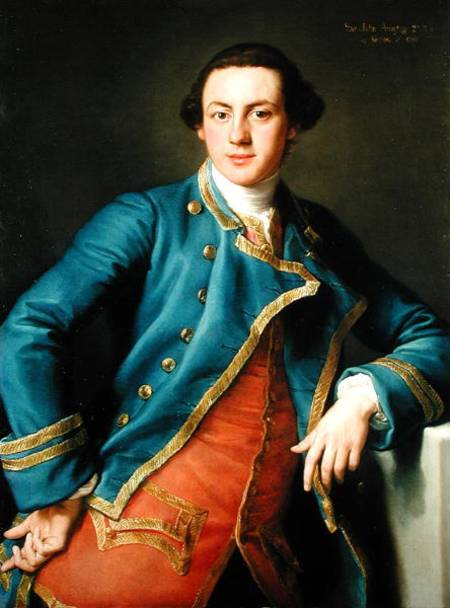
Sir John Armytage, 1758, soukromá sbírka
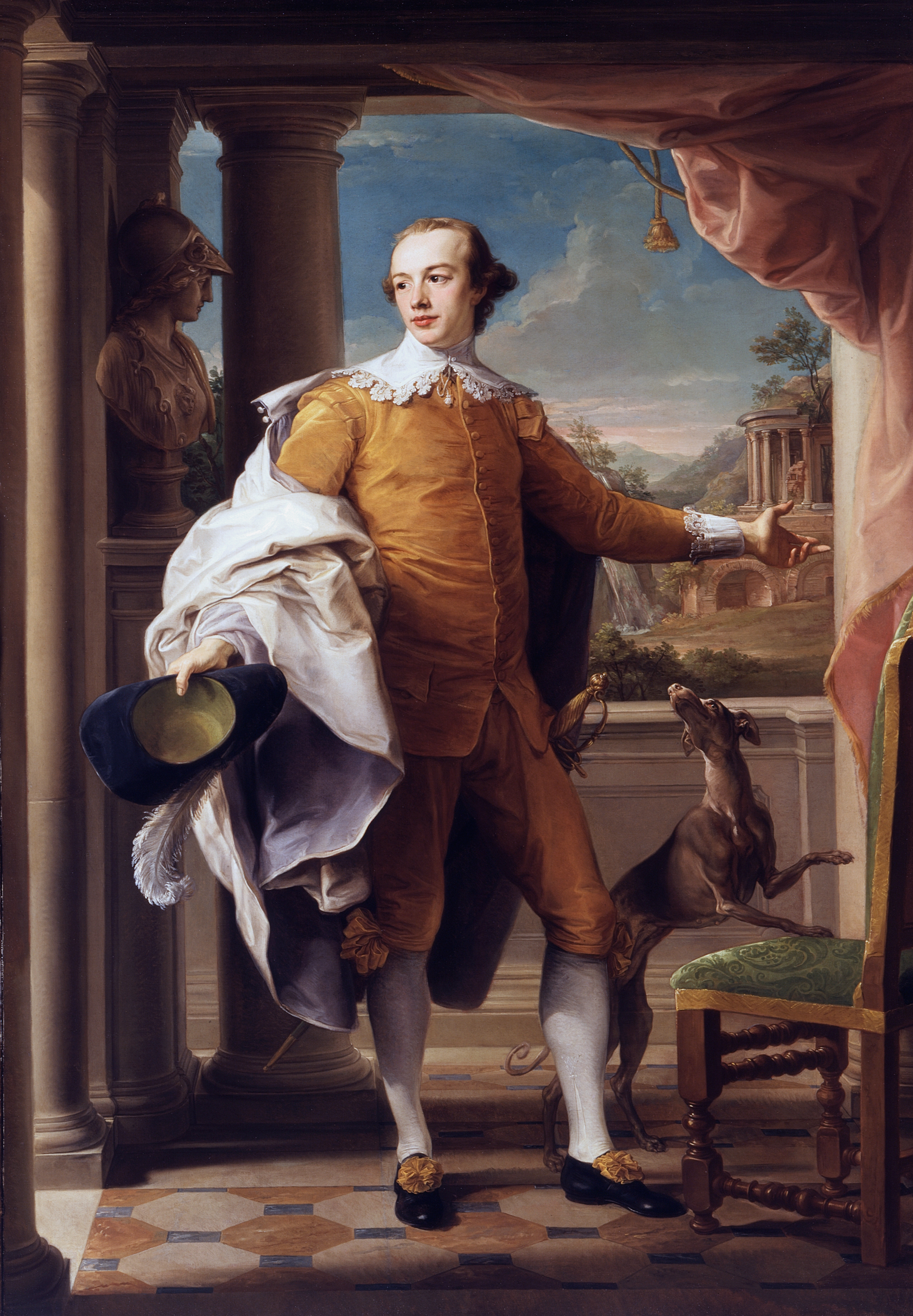
Sir Wyndham Knatchbull-Wyndham, 6. baronet, 1758–59, Losangeleské muzeum umění
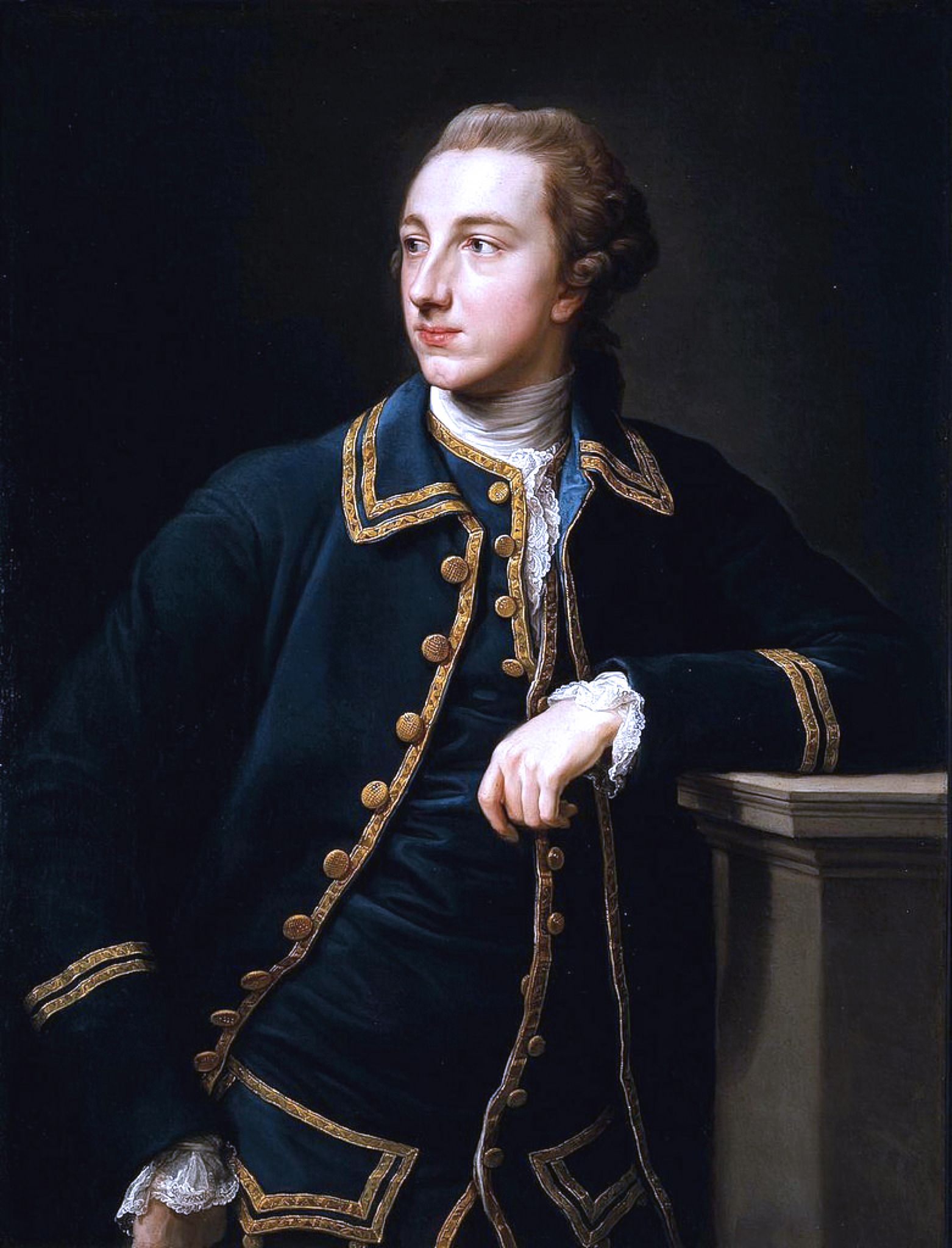
Portrét muže v modrém obleku, asi 1760 Dallas Museum of Art
Charles Crowle, 1762, Louvre, Paříž
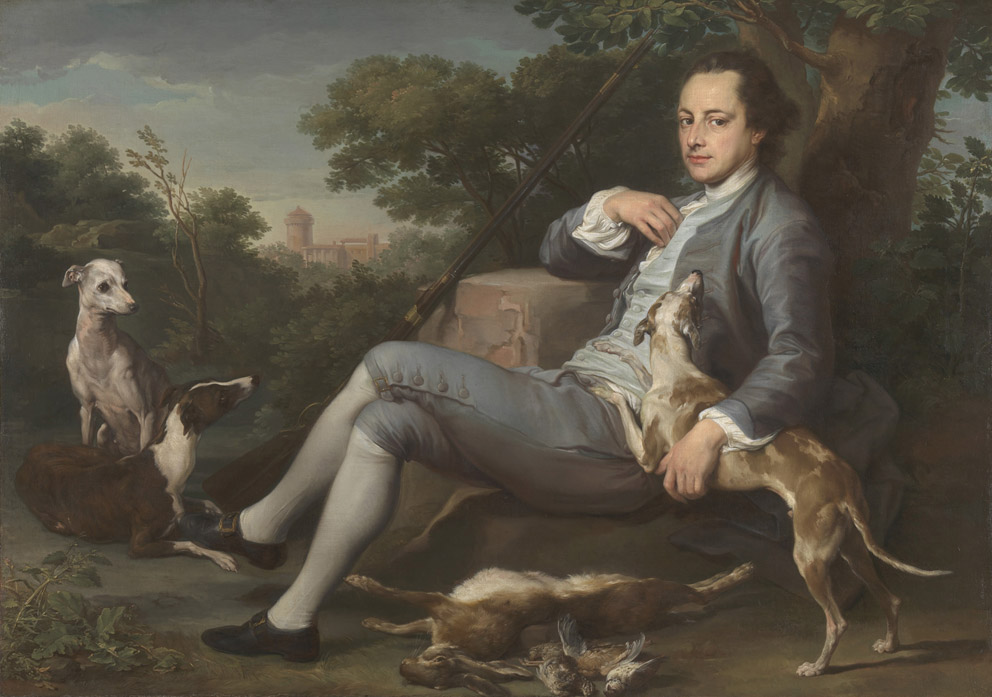
Portrét Sira Humphry Morice, asi 1762, Národní portrétní galerie (Londýn)
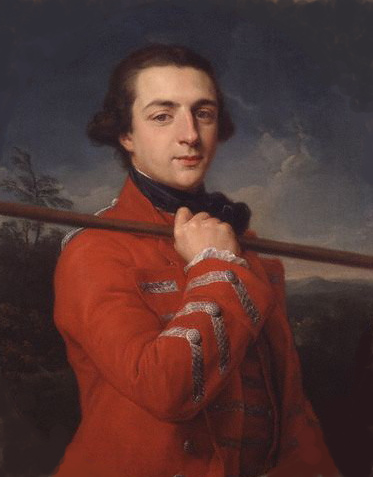
Augustus FitzRoy, 1762, Národní portrétní galerie, Londýn
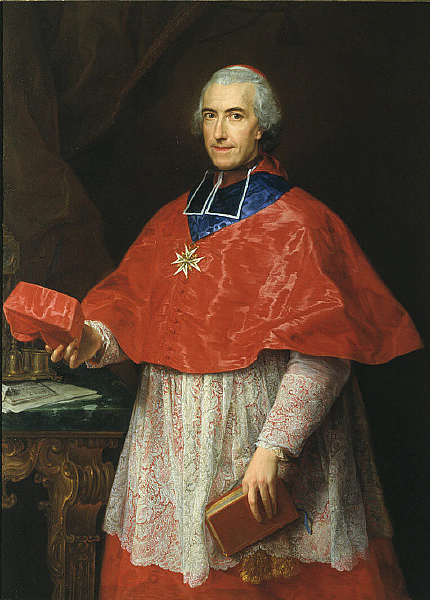
Kardinál Jean-François-Joseph de Rochechouart, 1762, Saint Louis Art Museum, St. Louis,
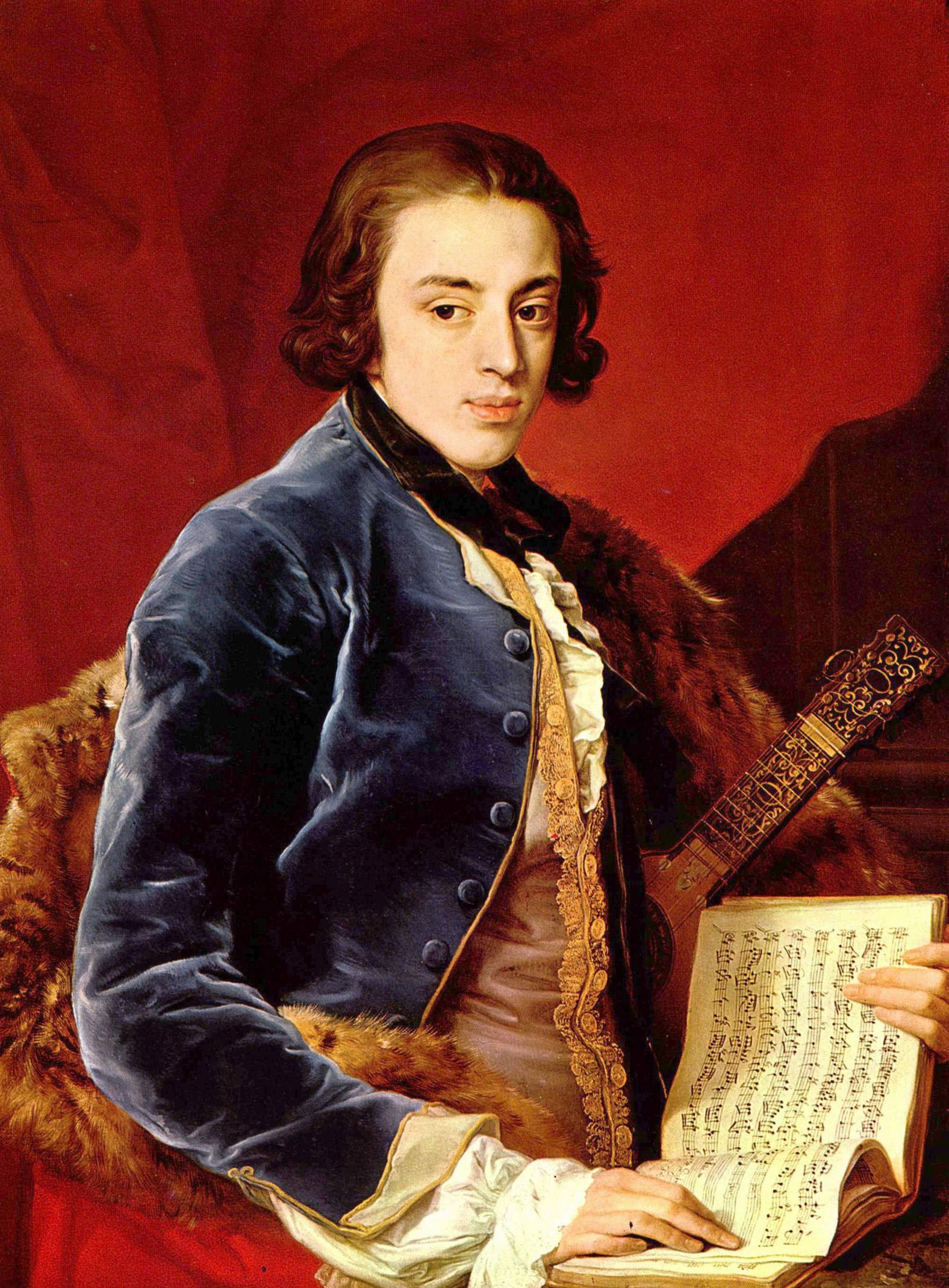
John Montagu, Markýz z Monthermer, 1764, Boughton House, Northamptonshire
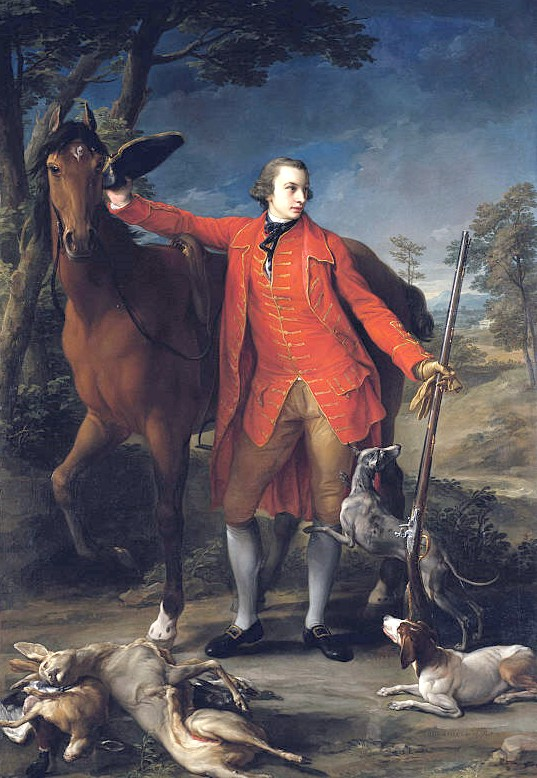
Alexander Gordon, 4. vévoda z Gordonu, 1764, Skotské národní galerie, Edinburgh
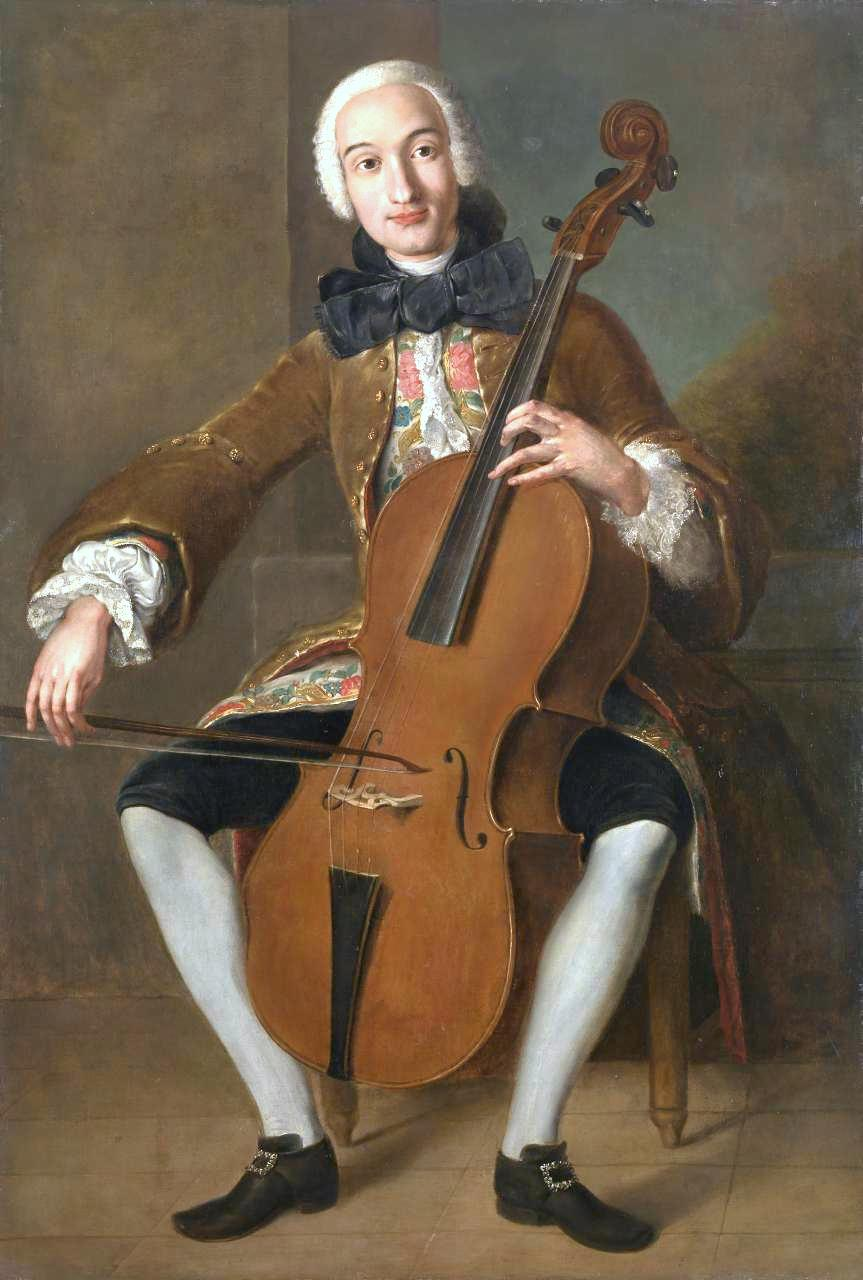
Luigi Boccherini, asi 1764-67, National Gallery of Victoria, Melbourne
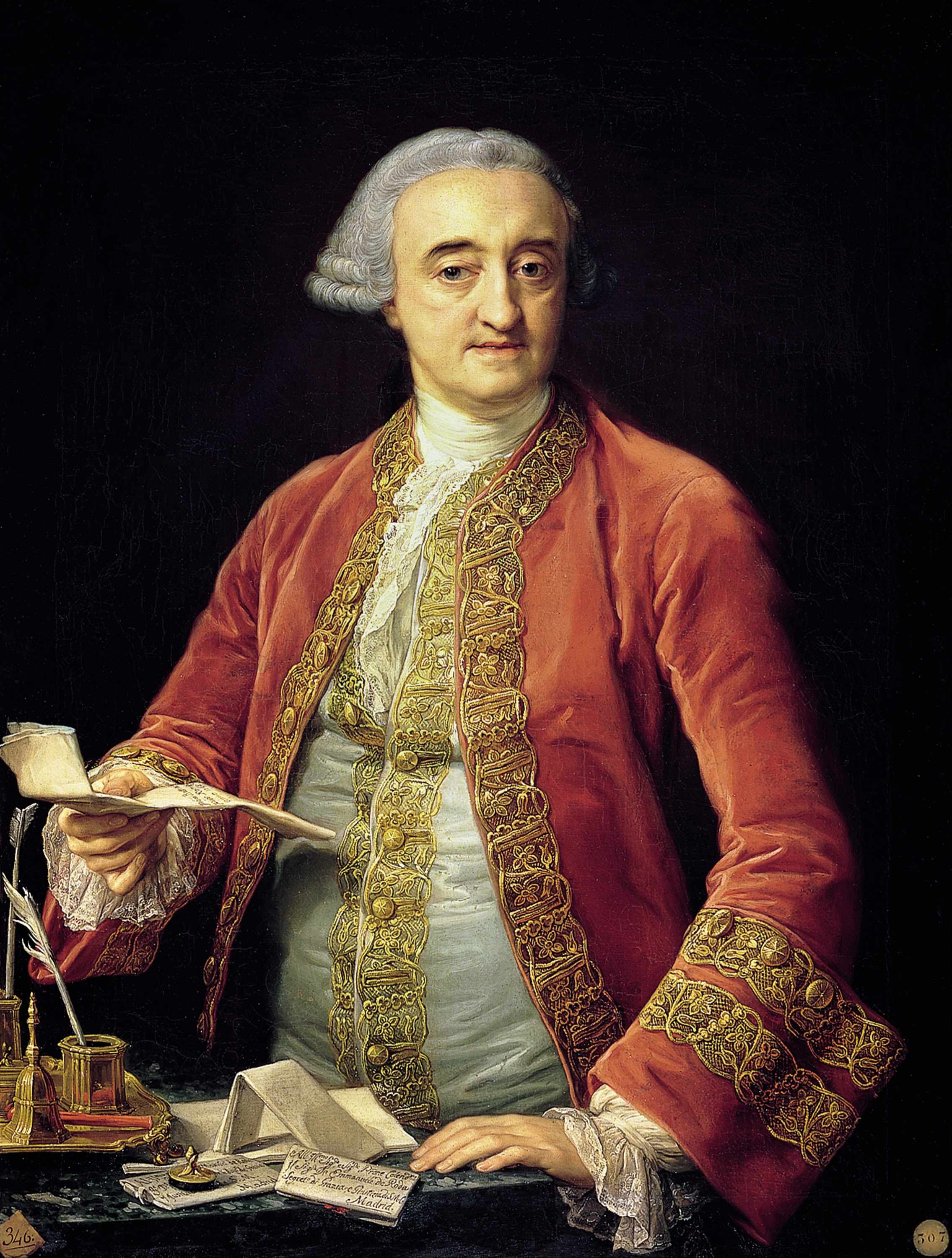
Manuel de Roda, asi 1765, Real Academia de Bellas Artes de San Fernando, Madrid
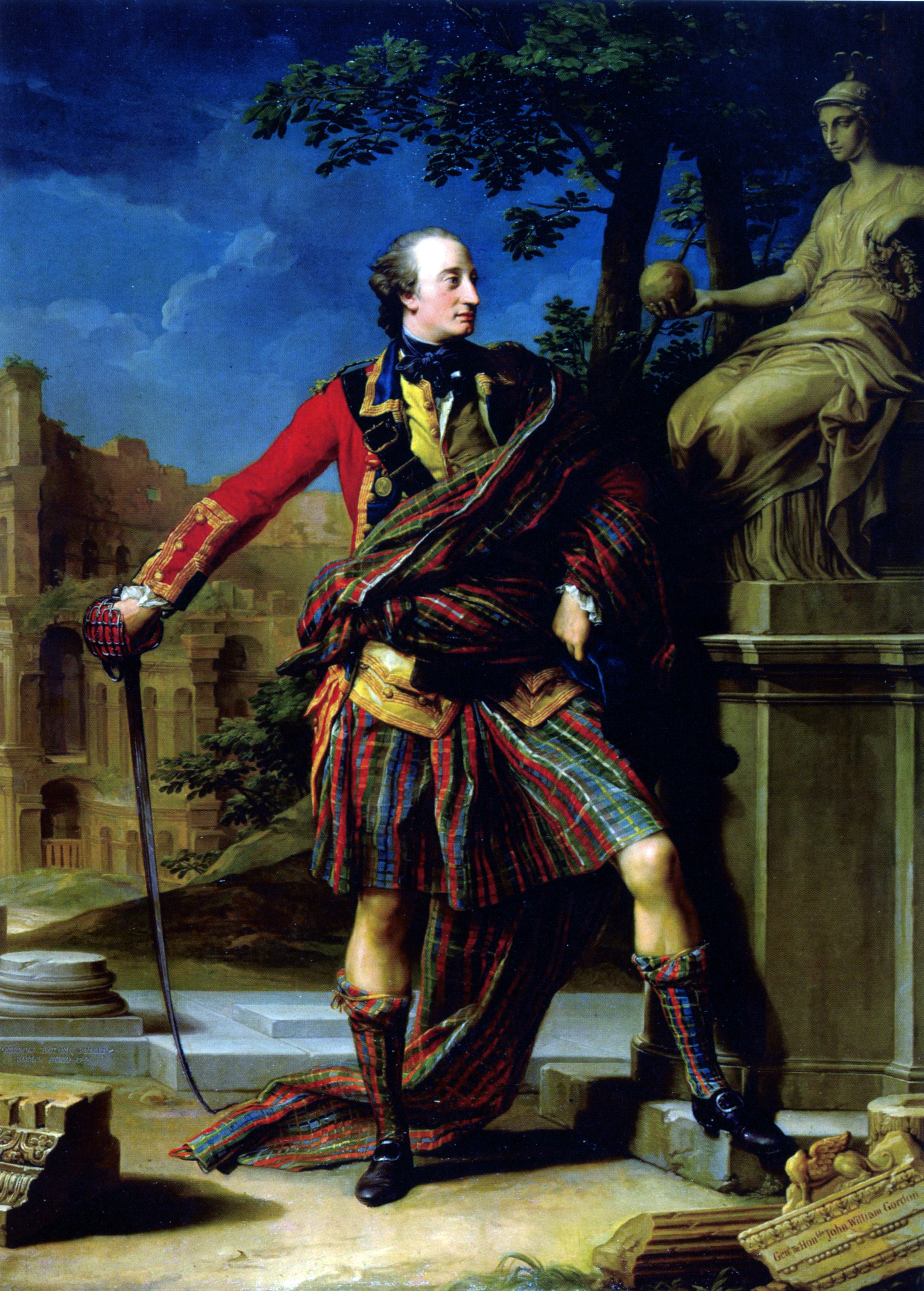
William Gordon, britský generál, 1765–66, Fyvie Castle, Fyvie, Aberdeenshire
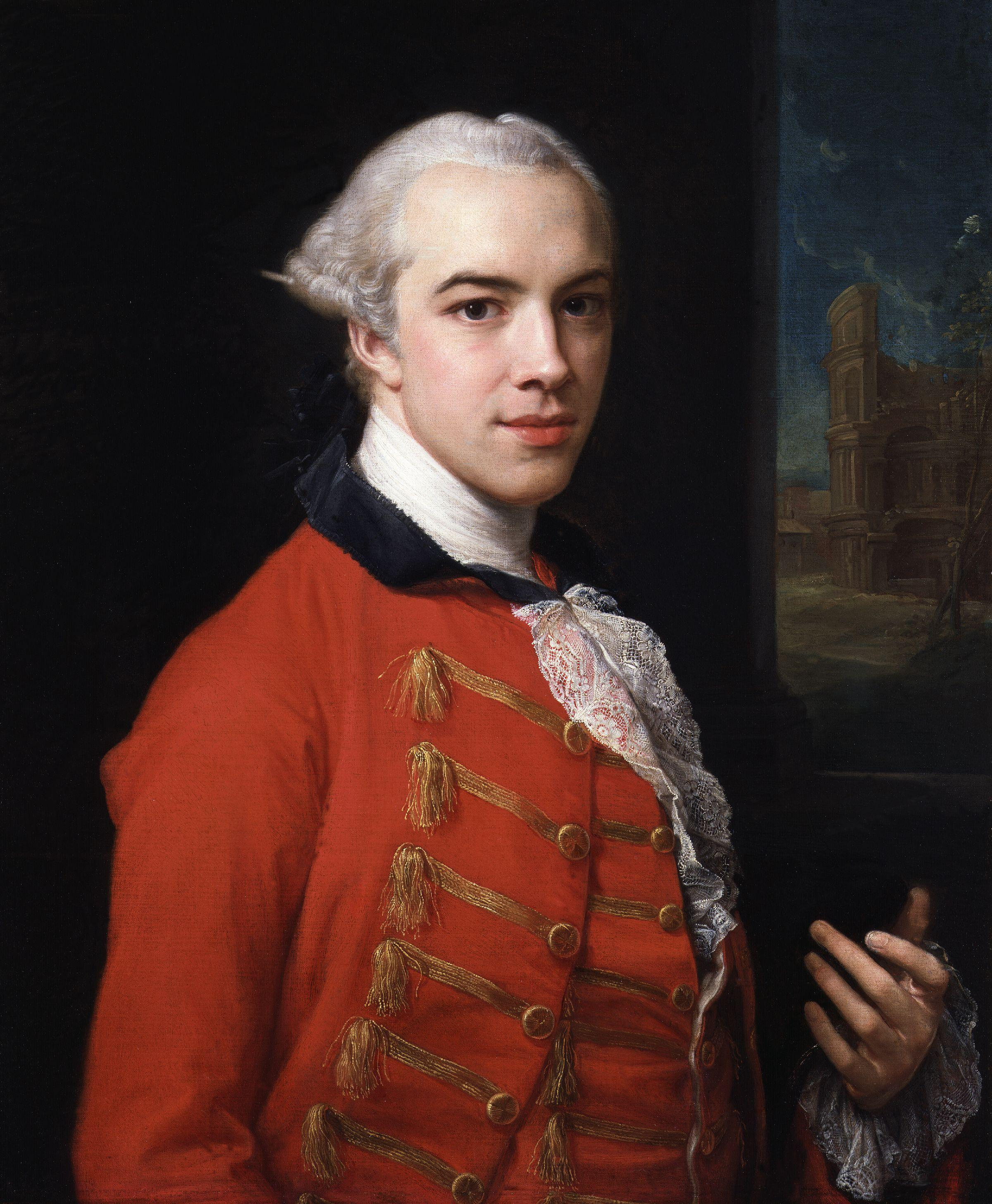
Philip Metcalfe, 1766–67, Národní portrétní galerie, Londýn
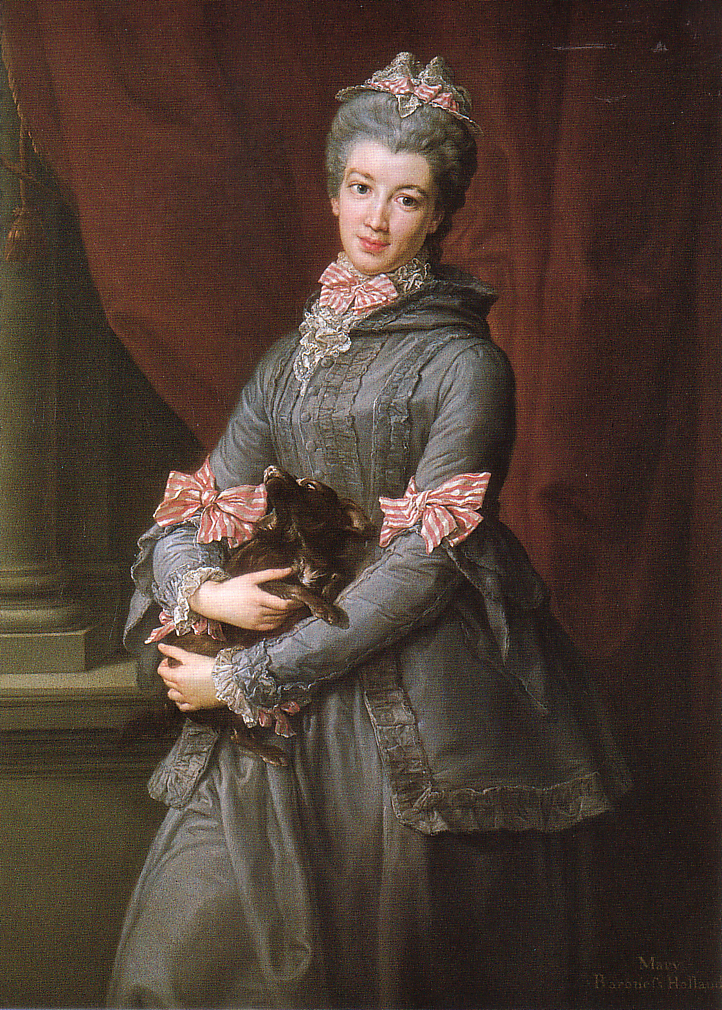
Lady Mary Fox, pozější baronesa Holland, 1767
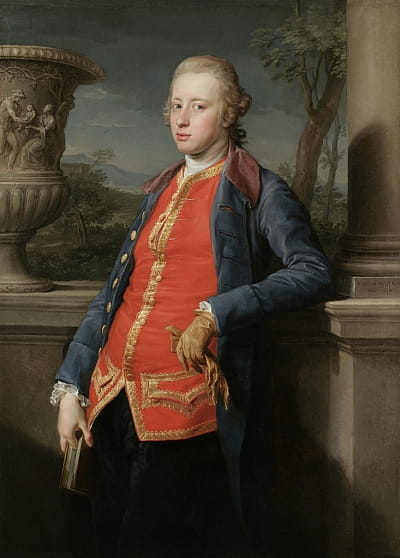
William Cavendish, 5. vévoda z Devonshire, 1768, Chatsworth House, Derbyshire
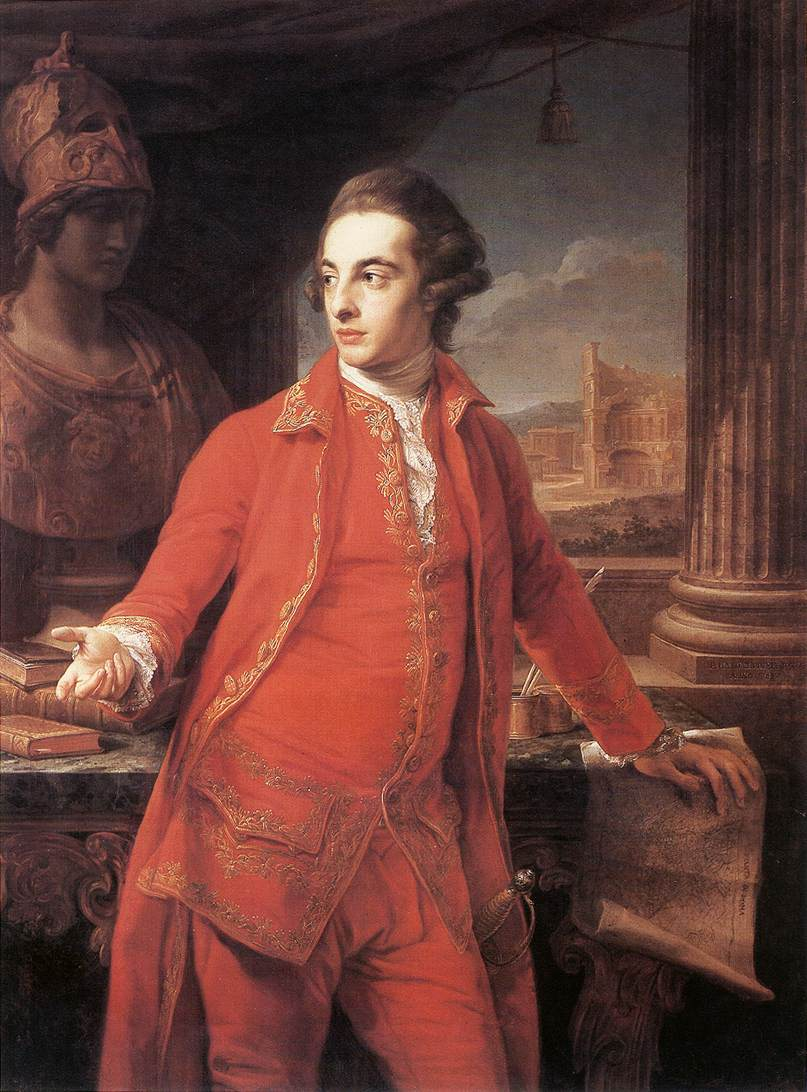
Sir Gregory Page-Turner, 3. baronet, kolem 1768, soukromá sbírka
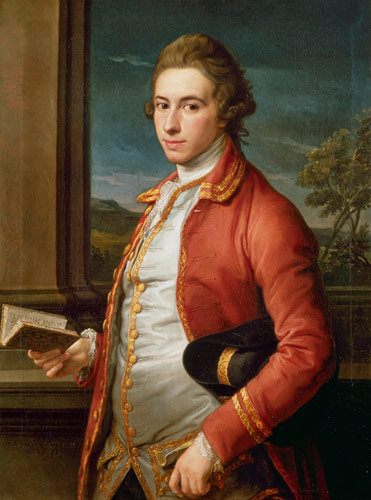
Sir William Fitzherbert, 1. baronet , kolem 1768, Tissington Hall, Derbyshire
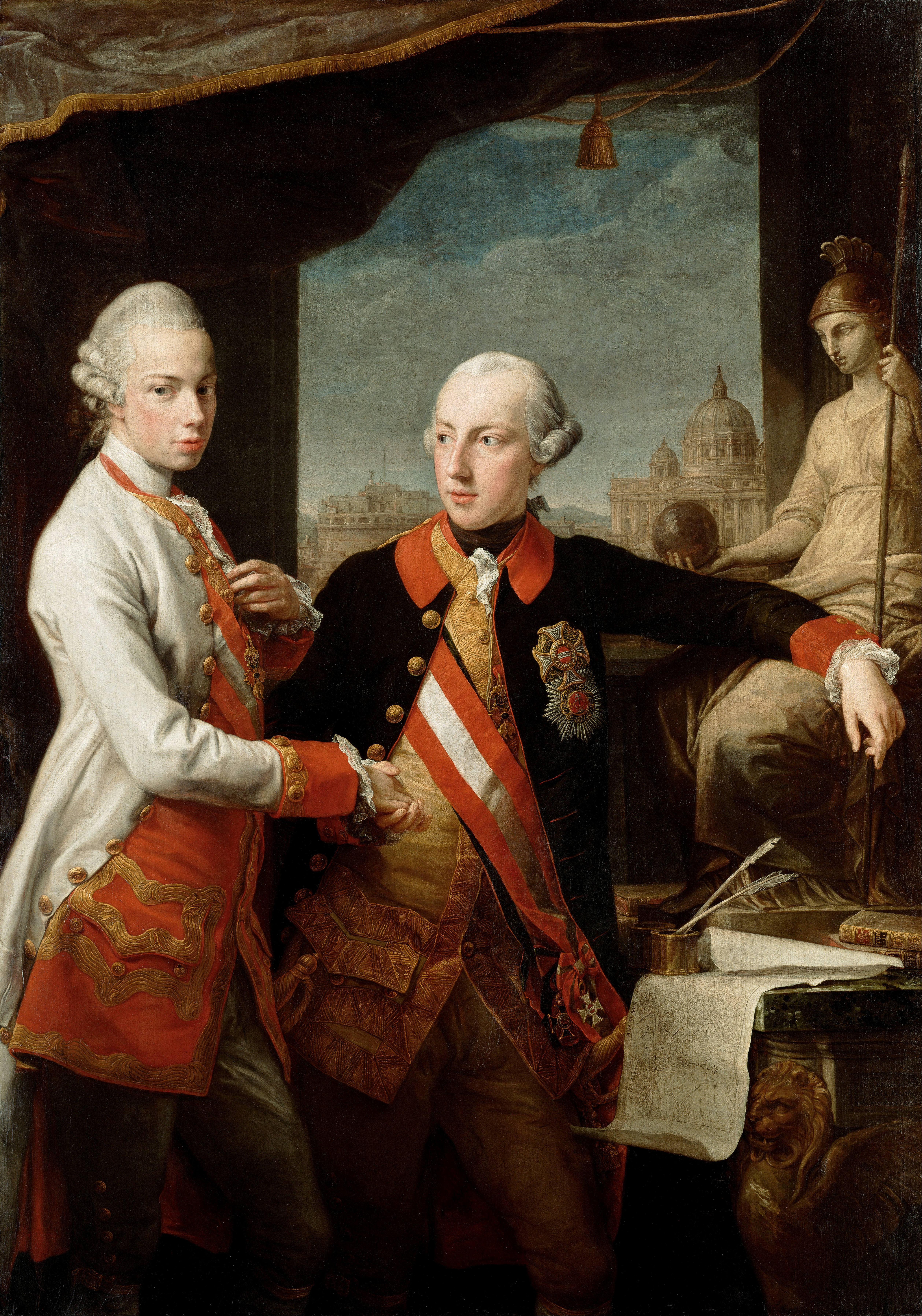
Leopold II., velkovévoda Toskánský a budoucí císař spolu s Josefem II., císařem Sv. říše římské, 1769, Kunsthistorisches Museum, Vídeň
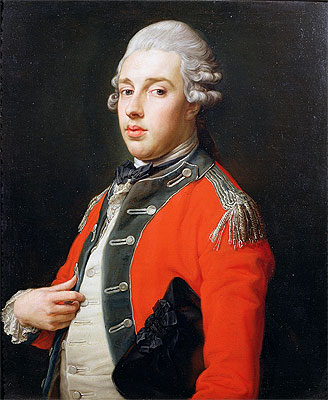
George Cholmondeley, 1. markýz z Cholmondeley, 1772, Houghton Hall, Norfolk
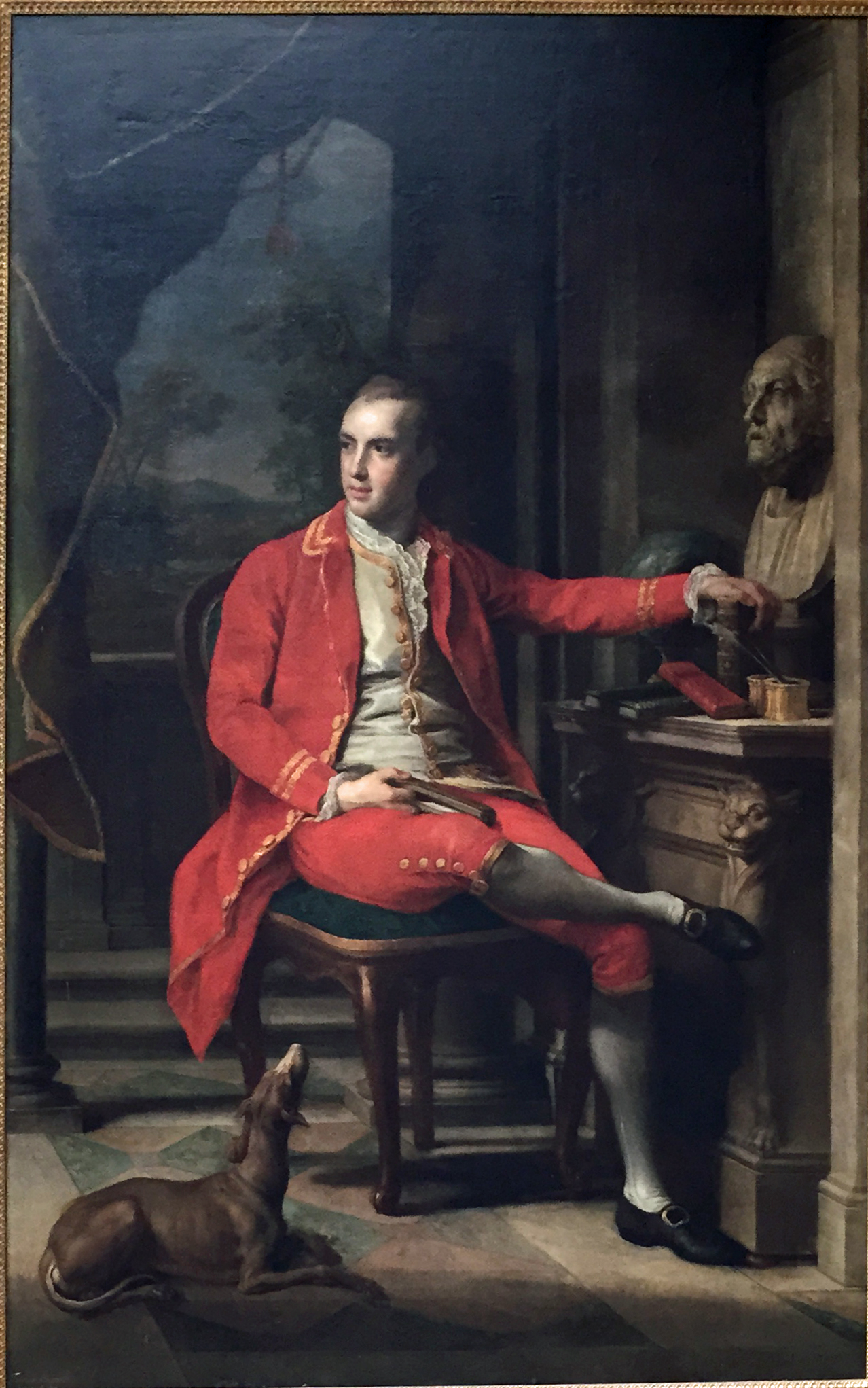
Thomas Estcourt, člen parlamentu, 1772, John Hay Library, Brown University
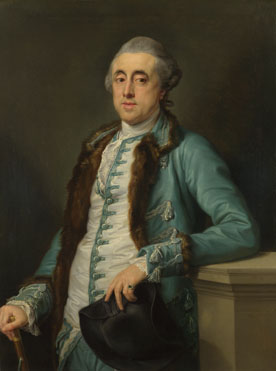
Portrét muže, 1774, Národní portrétní galerie, Londýn
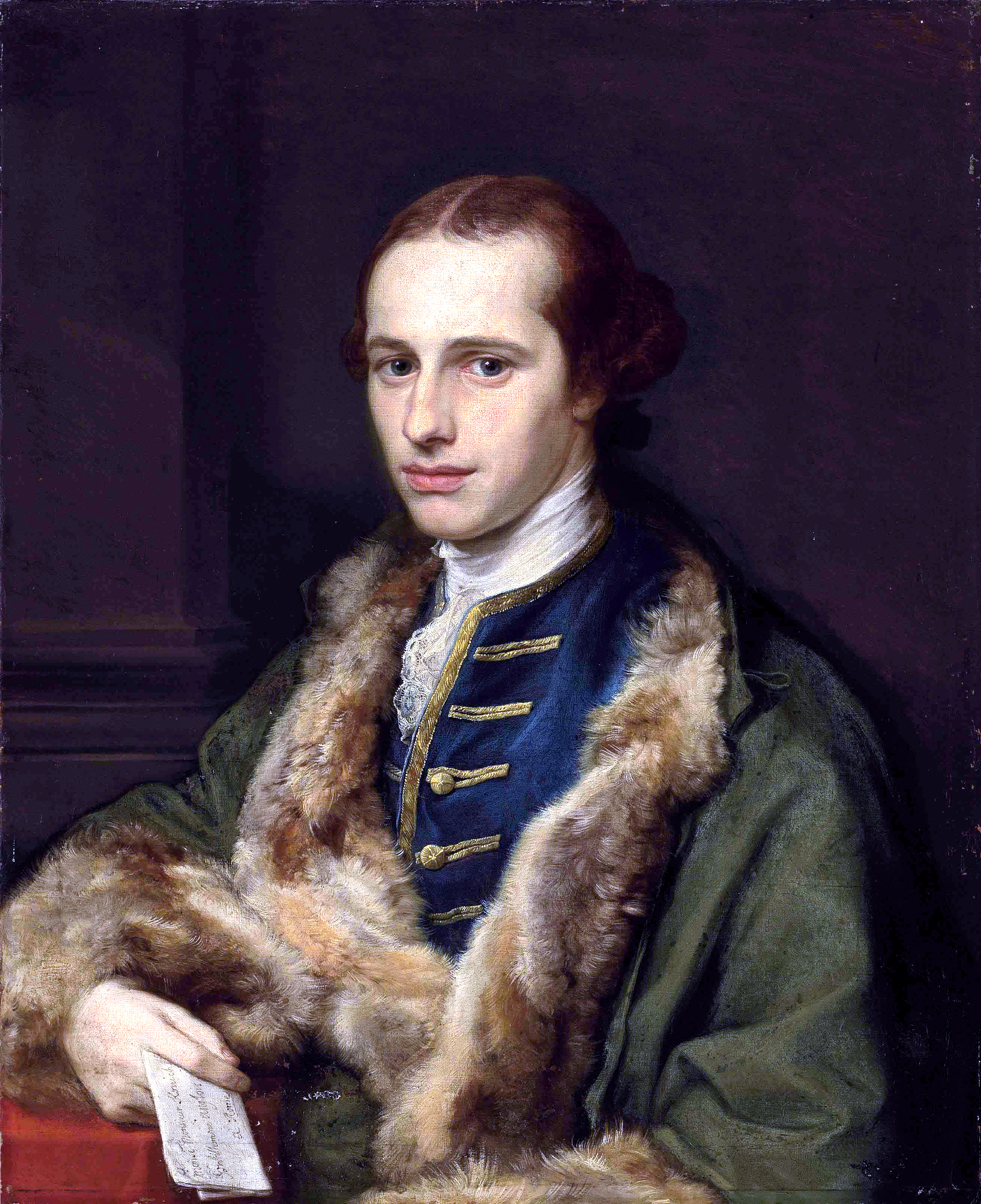
Reverend Thomas Kerrich, kolem 1774, dříve v Geldeston Hall, Norfolk
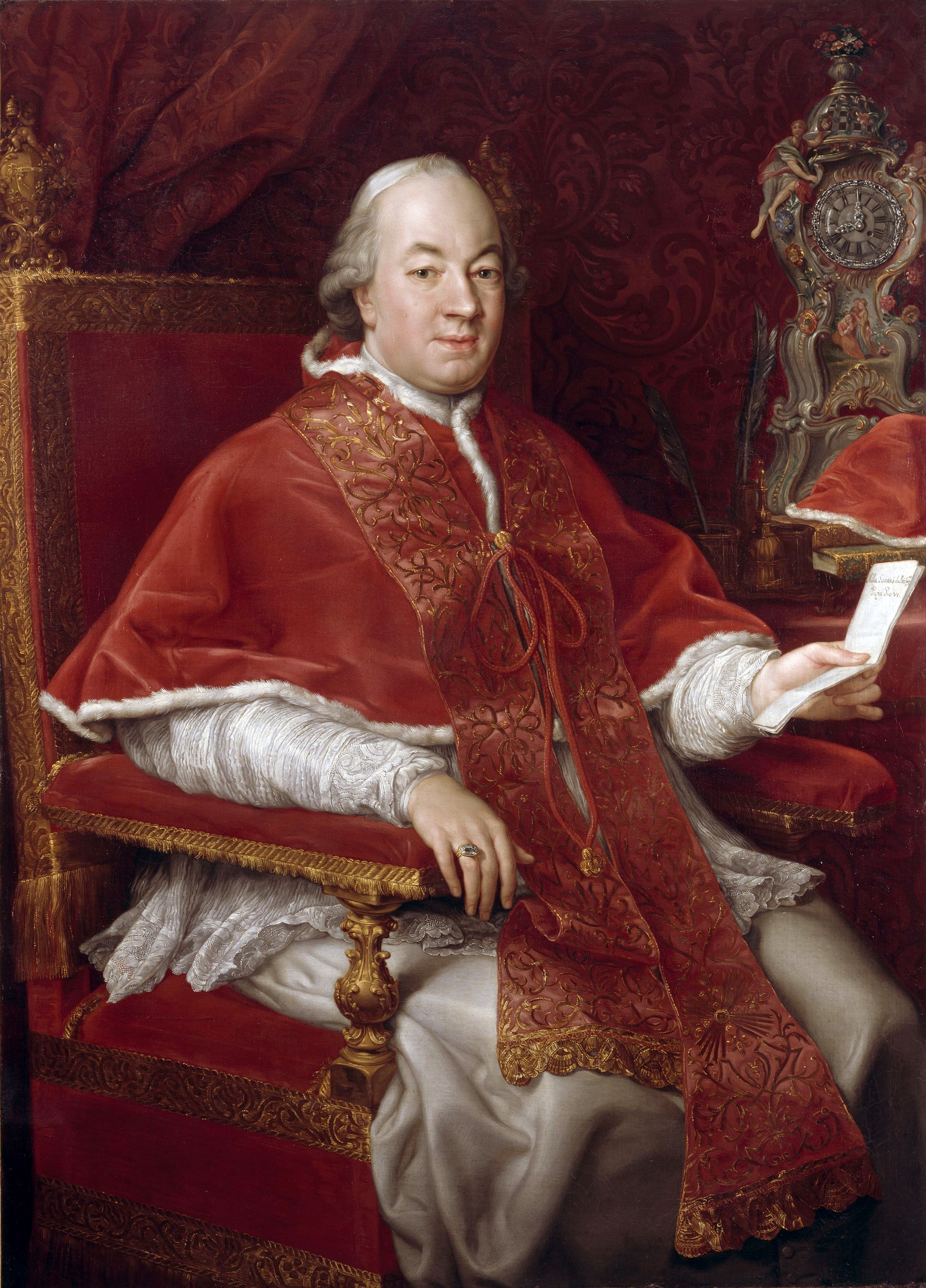
Papež Pius VI., 1775, Palazzo Braschi, Řím
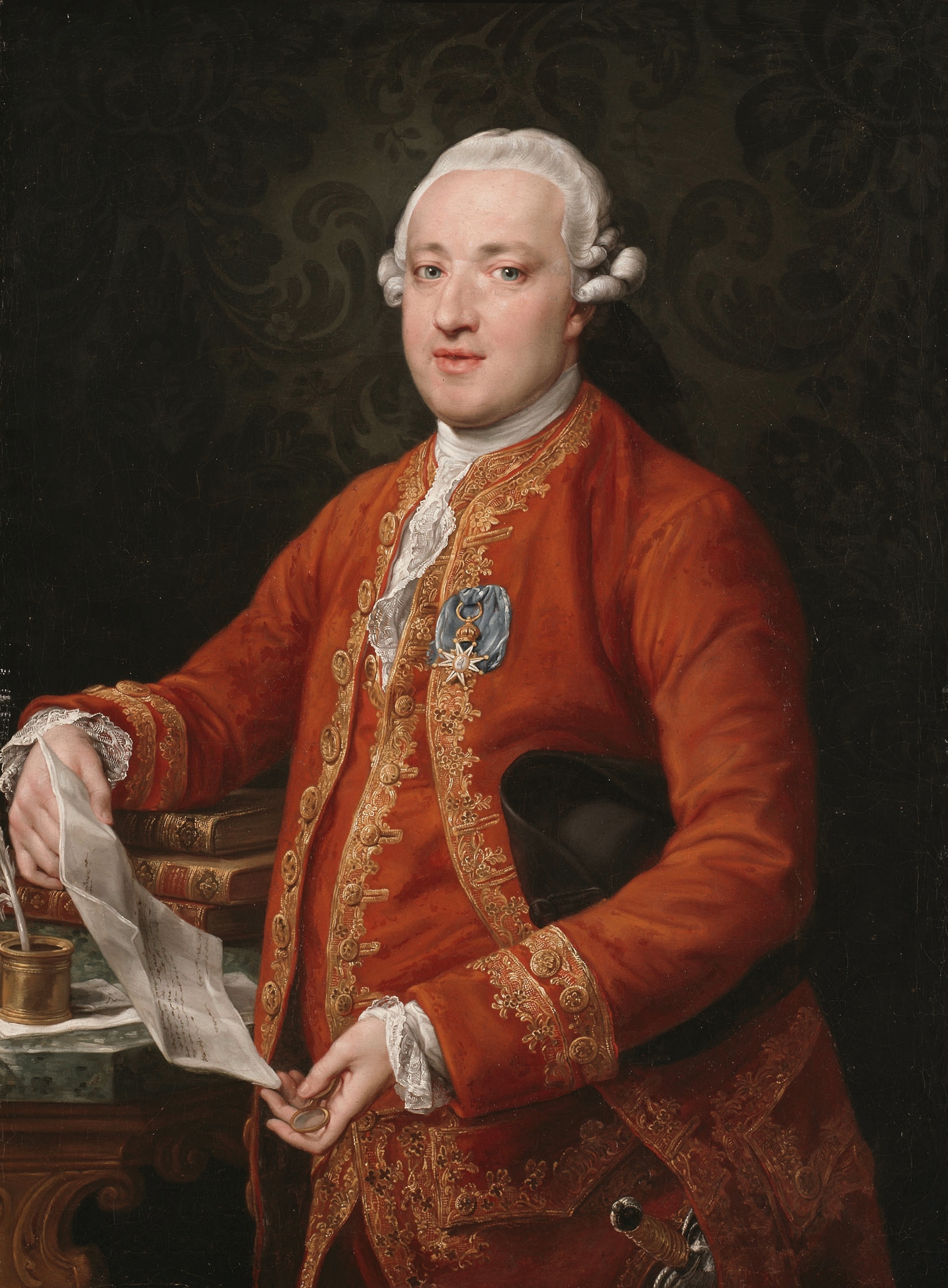
José Moñino, 1. hrabě z Floridablanca, 1776, Art Institute of Chicago
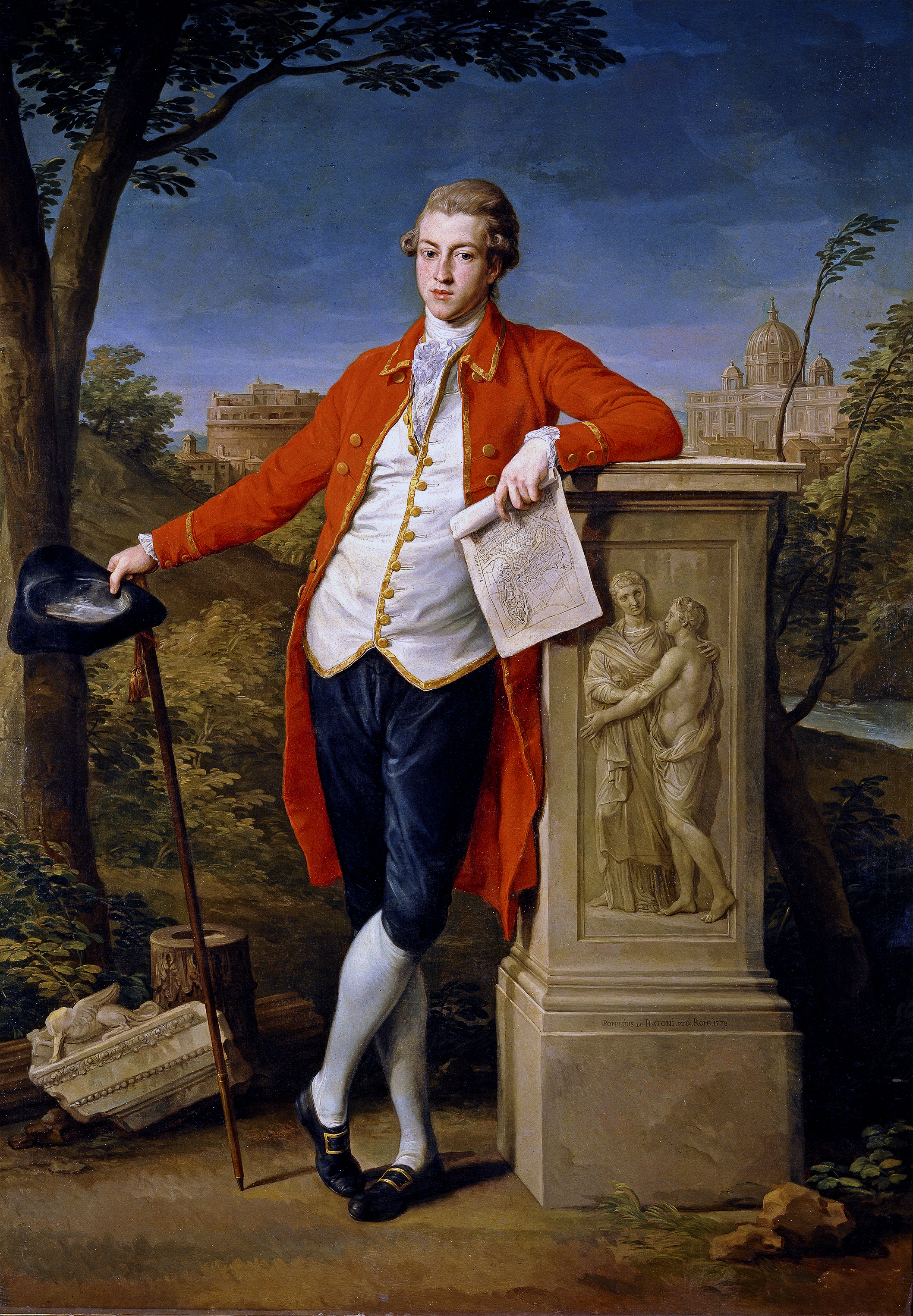
Francis Basset, 1. baron z Dunstanville a Bassetu na Grand Tour v Římě, 1778, Muzeum Prado
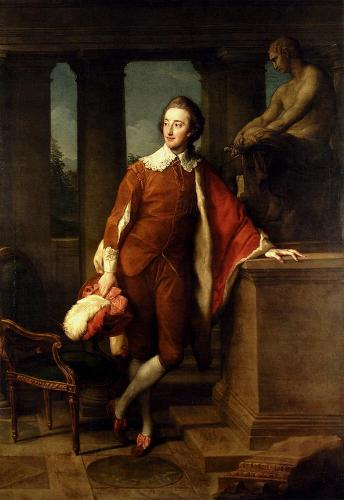
Anthony Ashley-Cooper, 5. hrabě z Shaftesbury, 1782, St Giles House, Wimborne St Giles, Dorset
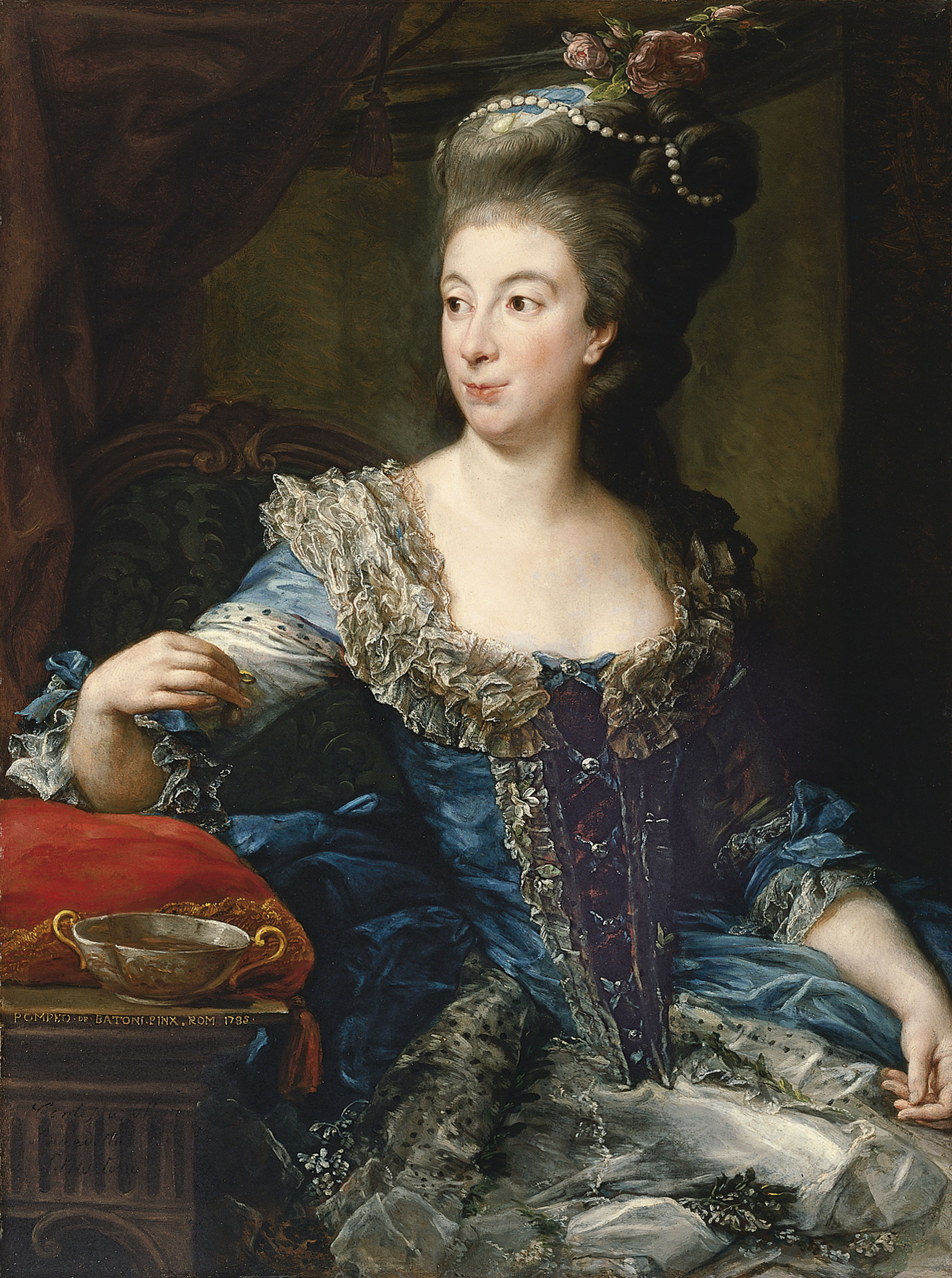
Hraběnka Maria Benedetta di San Martino, 1785, Thyssen-Bornemisza Museum

### Alegorie a mytologie
- Pět alegorií pěti umění – (1740) Stadelsches Kunstinstitut, Frankfurt nad Mohanem
- Apollo a dvě múzy – (1741) Muzeum královského paláce, Wilanów, Varšava
- Extáze Kateřiny Sienské – (1743) Museo di villa Guinigi, Lucca
- Achilles a Lykomédes – (1745) Uffizi, Florencie
- Čas nařizuje stáří, aby ničilo krásu, Národní galerie (Londýn)
- Porážka Šimona kouzelníka – (1746–1755) Bazilika sv. Petra, Řím
- Aeneas uniká z Tróje – (1750) Sabauda Gallery, Turín
- Vulcan – (1750) National Gallery of Canada, Ottawa
- Kleopatra ukazuje Oktaviánovi bustu Césara – (1755) Musée des Beaux-Arts de Dijon
- Svatá rodina – (1760) Kapitolská muzea, Řím
- Diana a Cupid – (1761) Metropolitní muzeum umění, New York
- Madonna – Kostel Santa Maria in Monterone, Řím

### Jiné obrazy

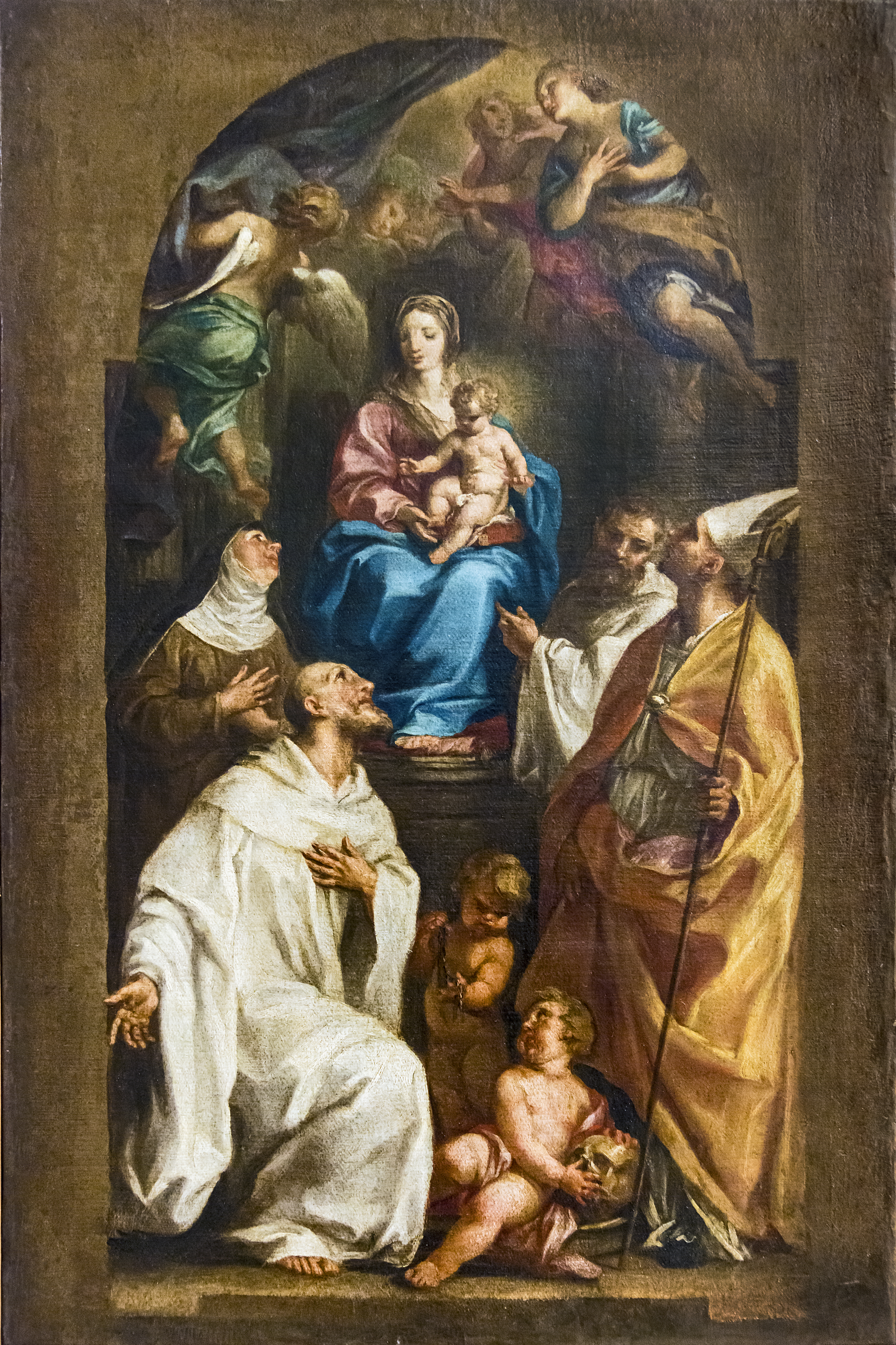
Madonna s dítětem na trůnu a světci z rodiny Gabrielli di Gubbio, 1736, Gallerie dell'Accademia, Benátky
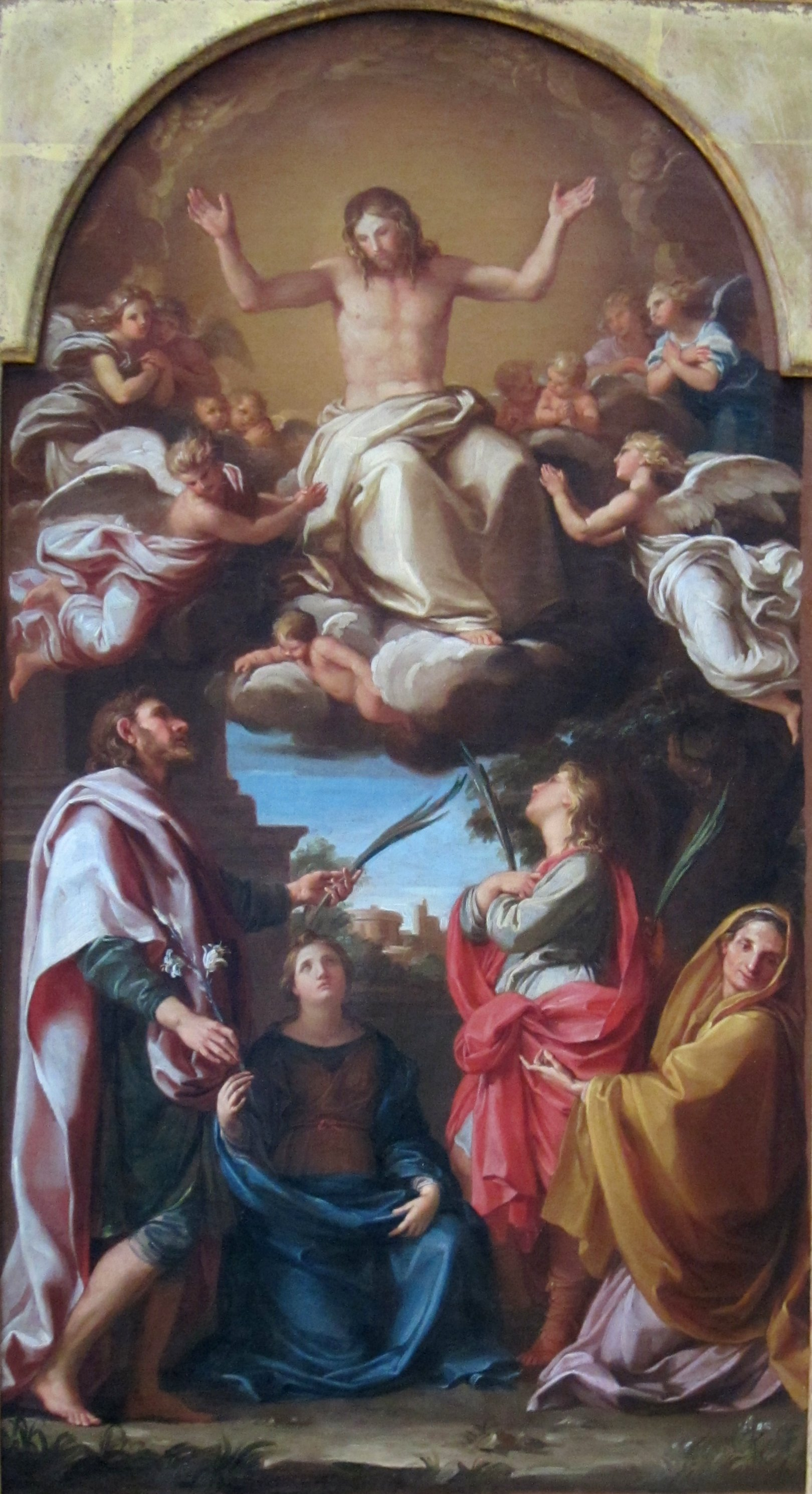
Ježíš, Svatý Julian a Basilissa, Celsus a Marcionilla, 1736-8
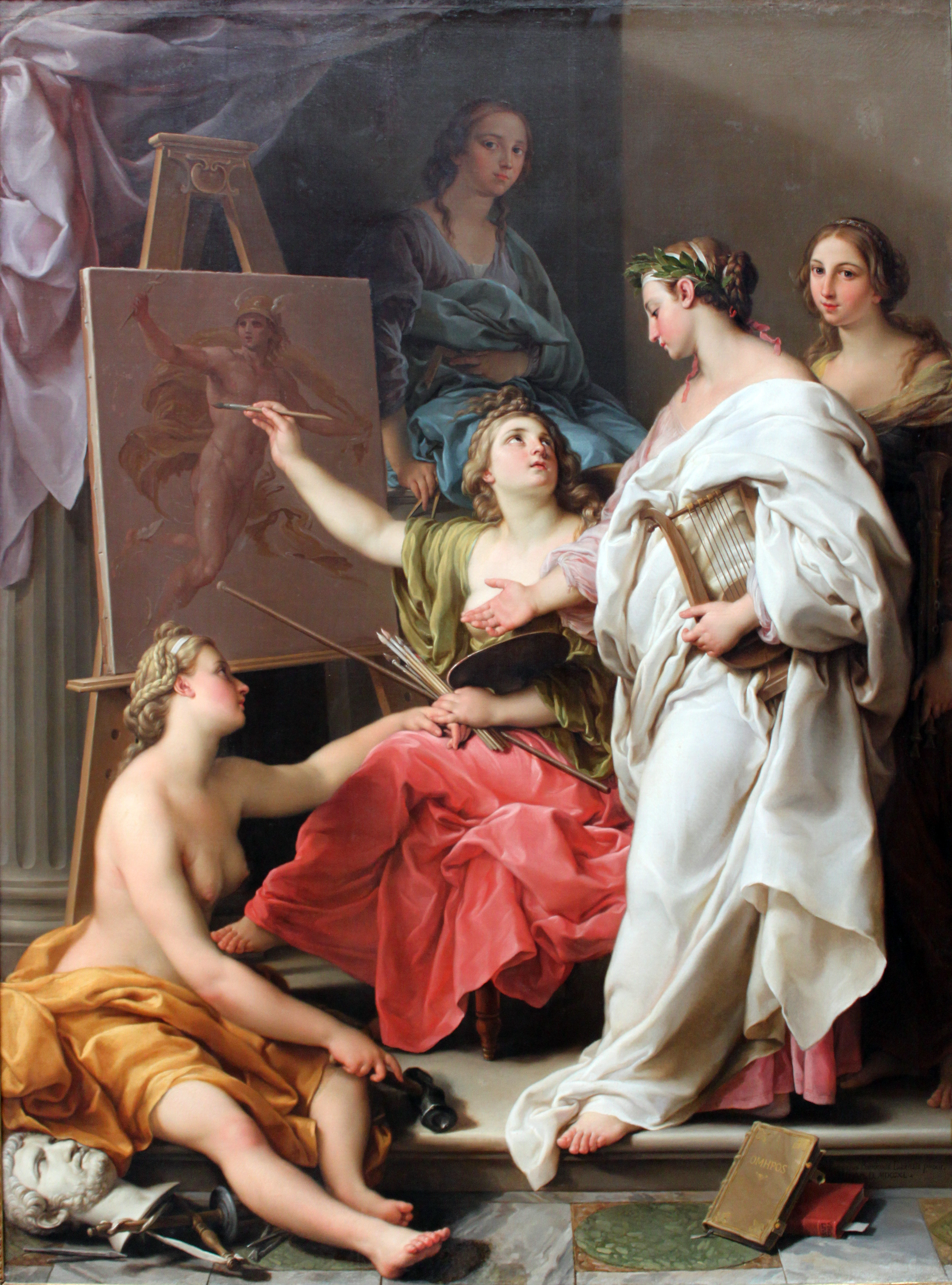
Allegorie umění, 1740, Städelsches Kunstinstitut, Frankfurt nad Mohanem
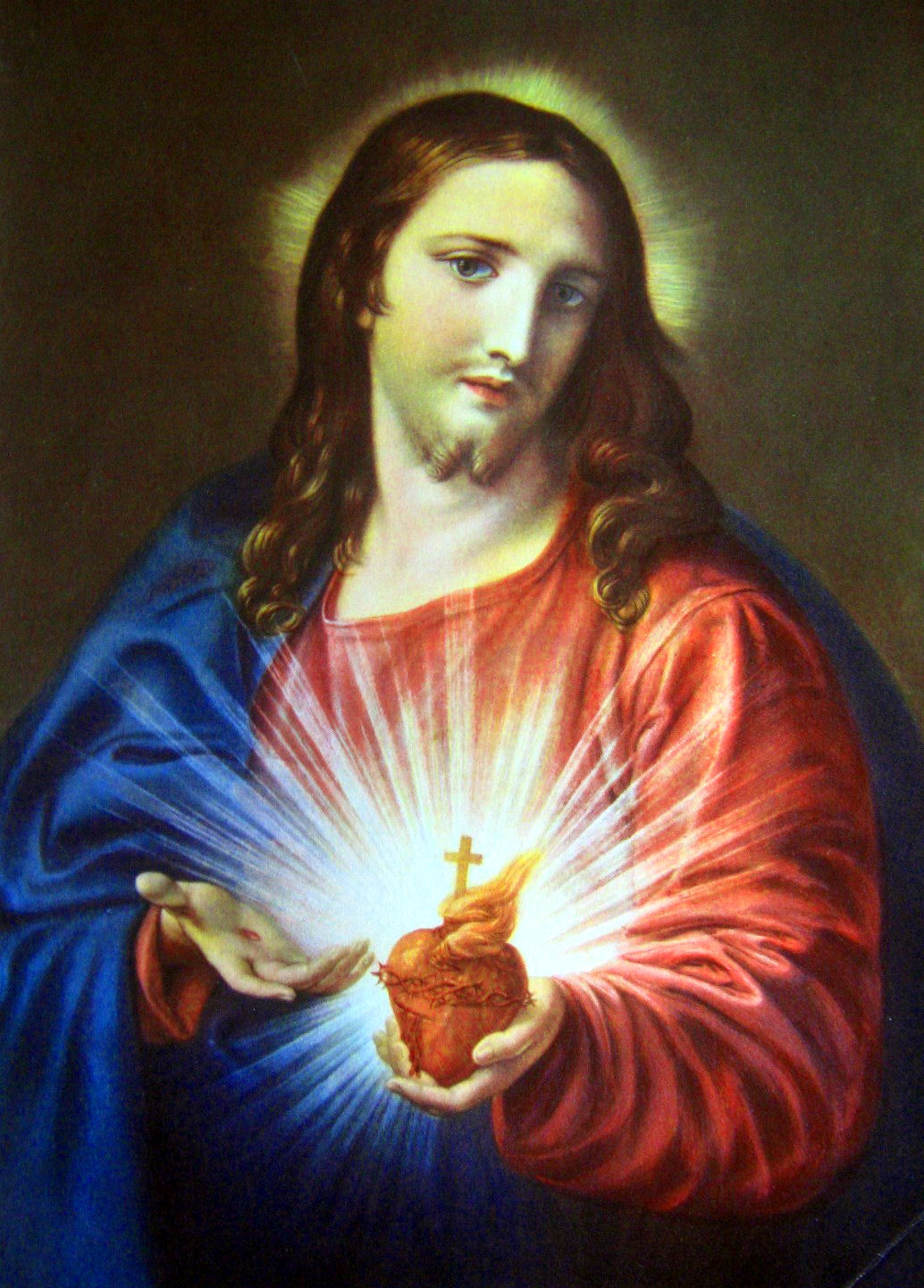
Svaté srdce Ježíšovo, 1767, kostel Il Gesù, Řím
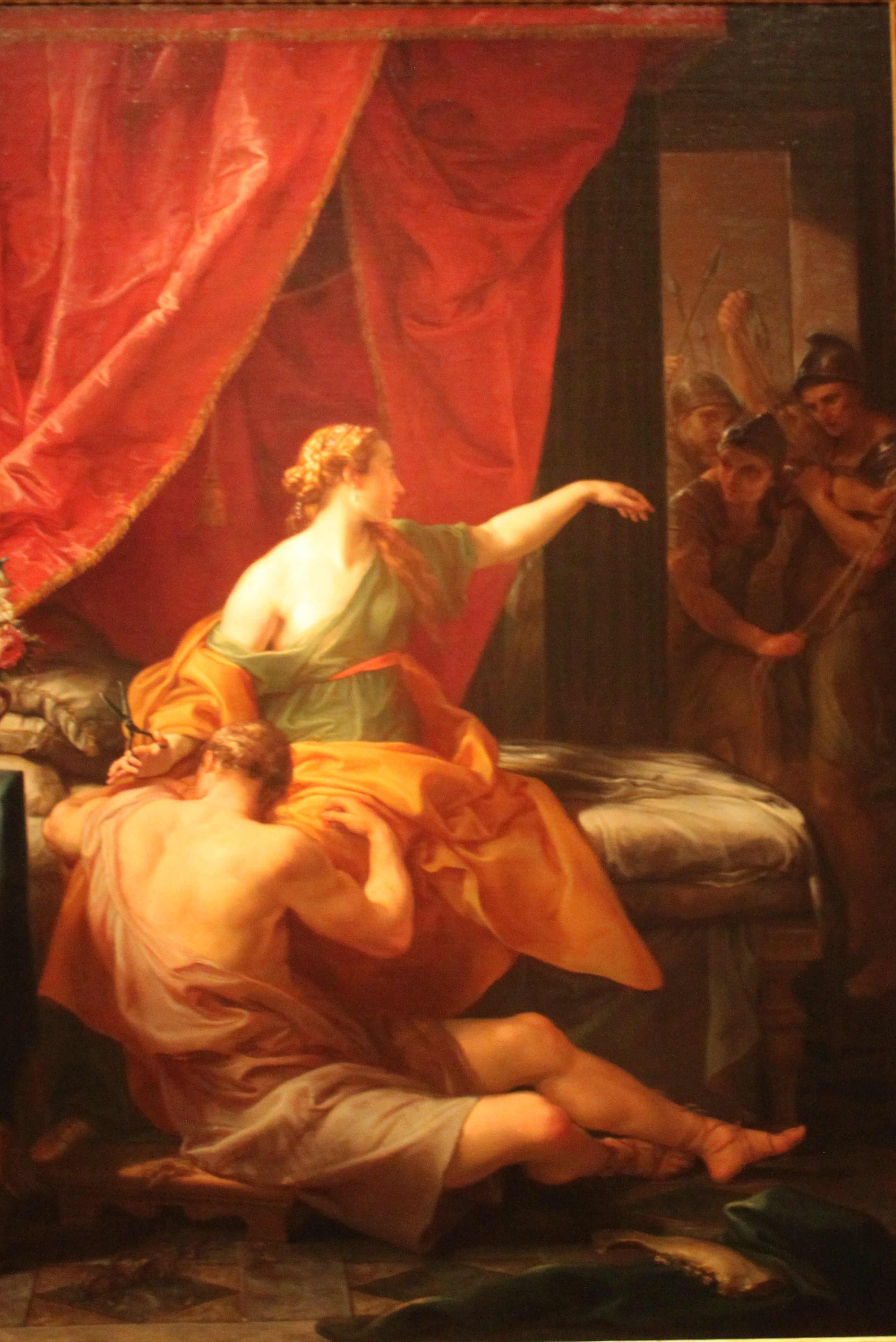
Samson a Dalila, 1766, olej na plátně, Detroit Institute of Arts, Detroit
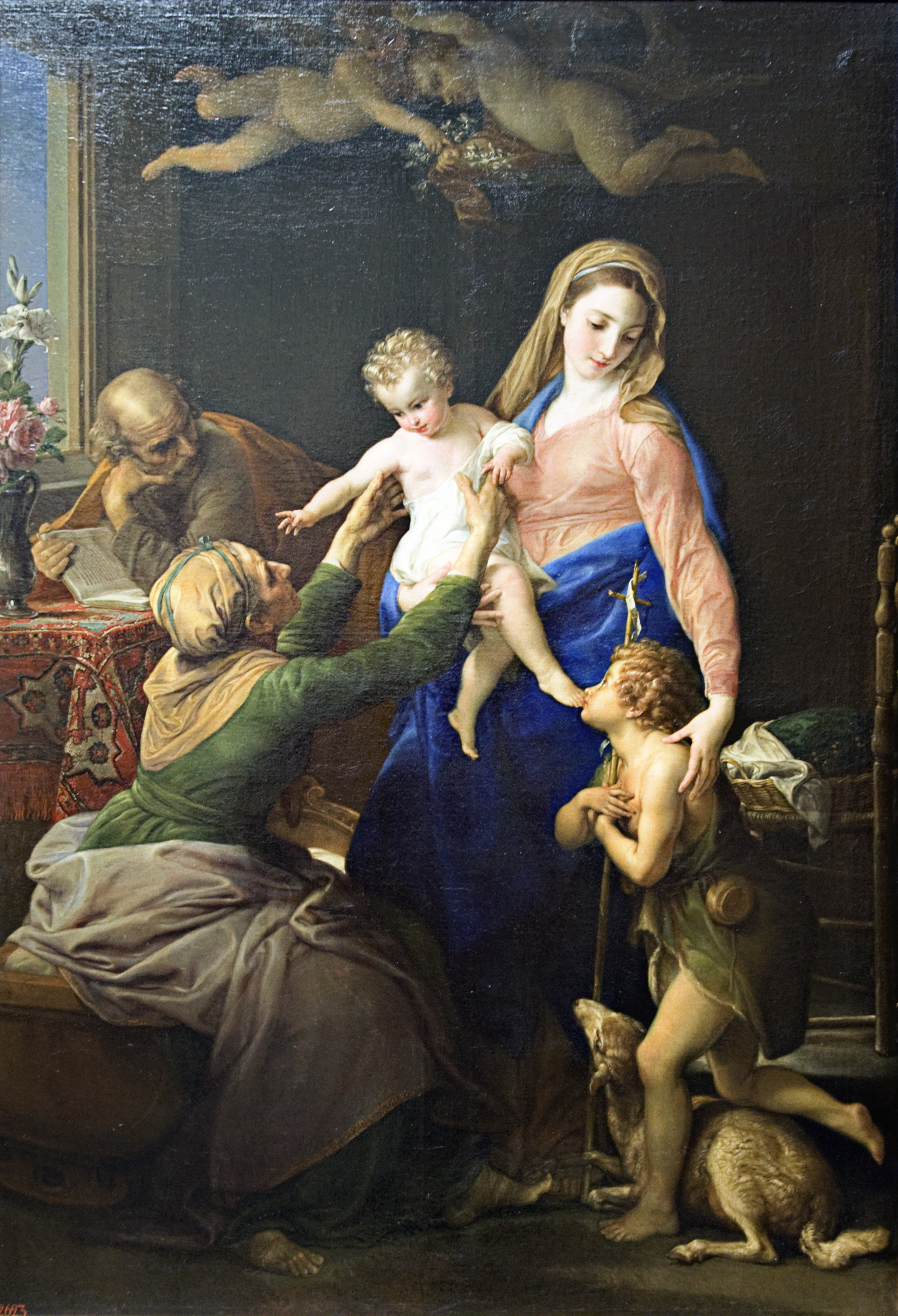
Svatá rodina se sv. Alžbětou a malým sv. Janem Křtitelem, 1777, Ermitáž, Petrohrad
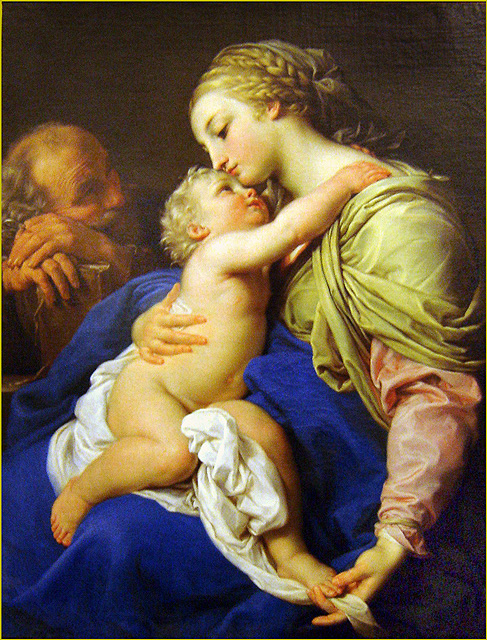
Svatá rodina, asi 1763, Kapitolská muzea, Řím
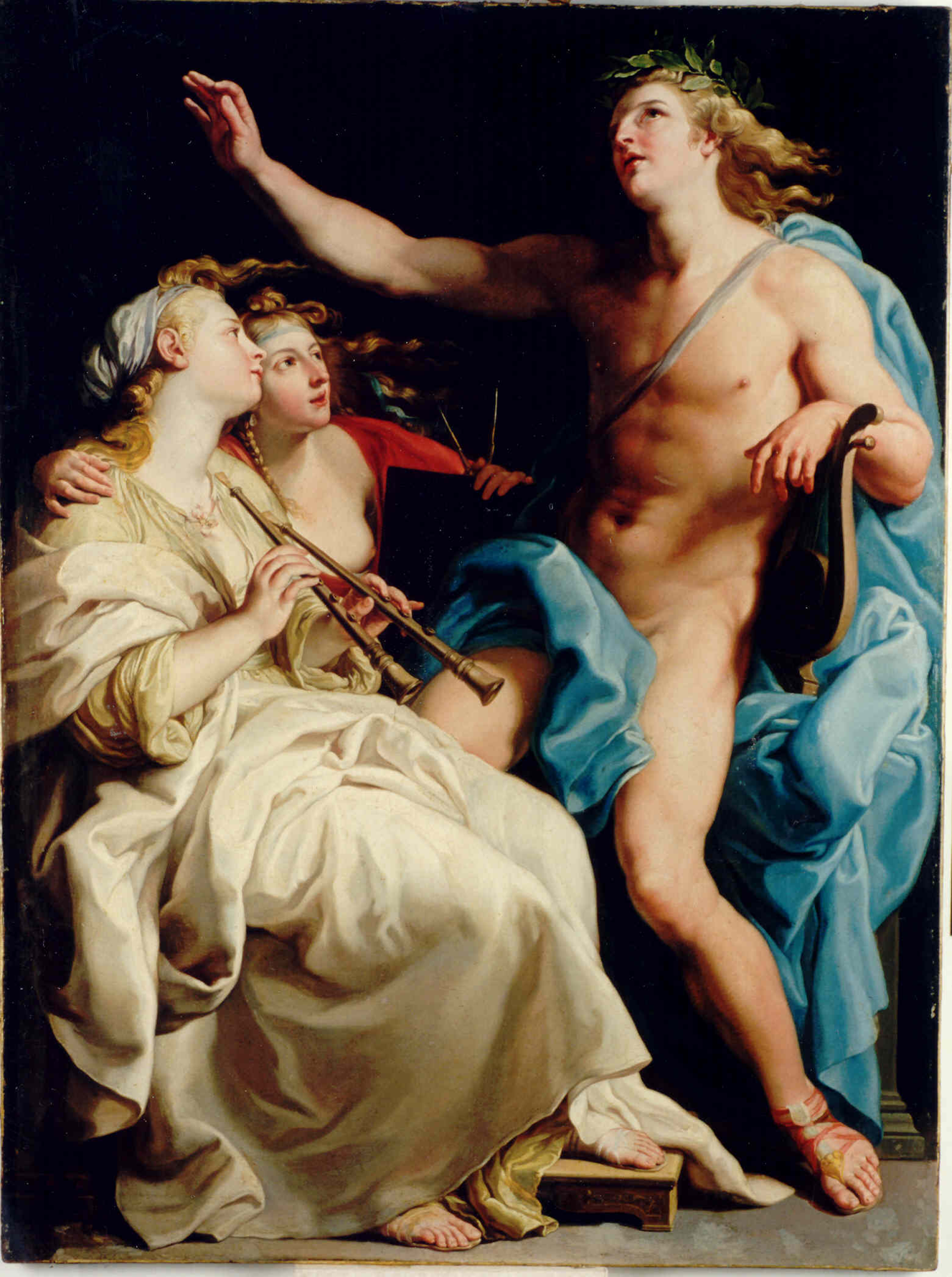
Apollo a dvě múzy
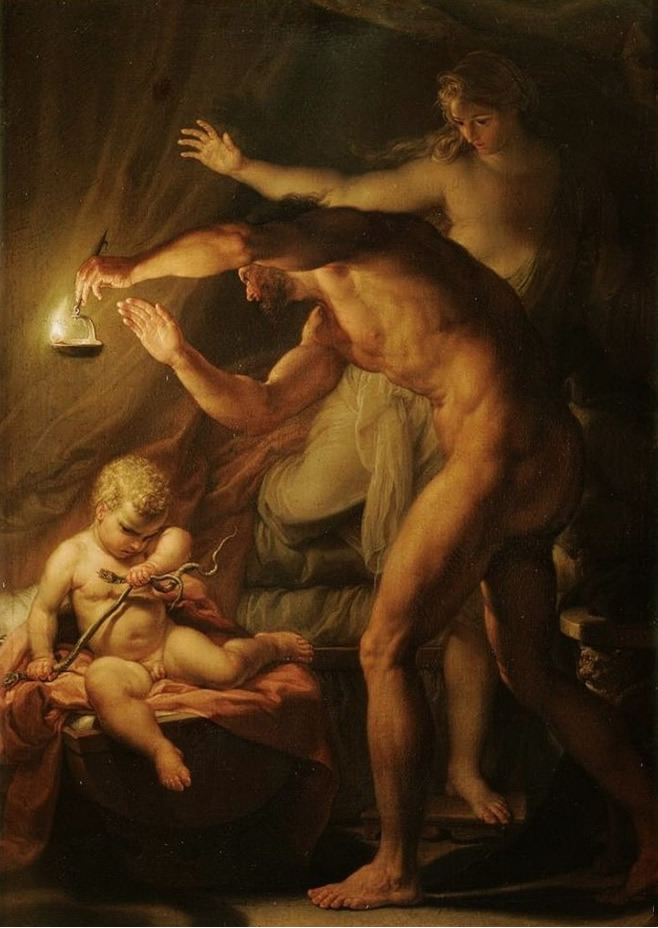
Malý Herkules škrtí hady ve své kolébce